# Romániai magyarok listája
Ez a lista a Romániában született vagy ott élő/élt híres magyarokat tartalmazza. A lista nem tartalmazza azokat a személyeket, akik 1918 előtt éltek a mai Románia területén.
| Ábécé szerinti tartalomjegyzék                                                                           |
| --- |
| A, Á B C Cs D Dz Dzs E, É F G Gy H I, Í J K L Ly M N Ny O, Ó Ö, Ő P Q R S Sz T Ty U, Ú Ü, Ű V W X Y Z Zs |

## A, Á
- Abodi Nagy Béla (Székelyszenterzsébet, 1918. július 13.– Budapest, 2012. december 9.) festőművész, egyetemi tanár
- Ábrahám Sándor (Torda, 1932. július 24. – Veszprém, 2017. július 22.) biokémikus
- Ács Ferenc (Kolozsvár, 1876. június 16. – Kolozsvár, 1949. szeptember 5.) festő
- Ádám Zsigmond (Alsóbölkény, 1913. június 15.– Kolozsvár, 1994. október 10.) nyelvész, költő, műfordító
- Adorján Jenő (Vargyas, 1886. augusztus 9. – Kolozsvár, 1956. február 15.) nyelvtanár, irodalomtörténész
- Adorján Jenő (Nagyenyed, 1894. szeptember 12. – Kolozsvár, 1976. szeptember 11.) magyar tengerész, újságíró, szerkesztő
- Adorján Péter (Nagyvárad, 1913. augusztus 14. – Győr, 1944. március), novella- és regényíró
- Adonyi Borbála (Kecskemét, 1915. január 10. – ?), gyermekíró
- Ady László (Nyárádszentbenedek, 1900. szeptember 16. – Magyarkapus, 1974. október 1.), néprajzkutató
- Ady Mariska (Hadad, 1888. február 26. – Budapest, 1977. február 4.)
- Ágoston András (Kolozsvár, 1947. március 17. – 2022. január 2.) hegedűművész
- Ágoston Hugó (Medgyes, 1944. május 20.), szerkesztő, természettudományi író
- Ágoston Vilmos (Marosvásárhely, 1947. július 8. – San Antonio, 2022. január 2.), esszéíró, kritikus
- Agyagási Károly (Mezőbánd, 1853. október 19. – Marosvásárhely, 1933. február 7.), műfordító, költő, daljáték-szerző
- Albert Ernő (Csíkdánfalva, 1932. január 14. – Sepsiszentgyörgy, 2022. január 16.), néprajzkutató
- Albert Júlia (Kolozsvár, 1951. január 16.), színművész
- Albert Réka (Szászrégen, 1972. március 2.), fizikus, biológus
- Almási István, (Kolozsvár, 1934. december 8. – Kolozsvár, 2021. március 8.) népzenekutató
- Ambrus Vilmos (1928–1992), színművész
- Anavi Ádám (Torda, 1909. február 26. – Temesvár, 2009. február 23.), költő, műfordító
- András János, (Magyarvista, 1926. április 5. – Bukarest, 2006. február 25.), műfordító
- András László Nagyvárad, 1910. október 19. – Kolozsvár, 1981. augusztus 30., festőművész
- Andrási Ede (Vác, 1887. október 31. – Nagyvárad, 1953. április 1.), zeneszerző
- Andrási Márton Almásmálom, 1912. június 4. – Kolozsvár, 1975. január 23., színművész
- Andrásy Zoltán (Nagyszeben, 1910. április 30. – Kolozsvár, 2006. január 1.), festőművész
- Angi Béla (1912–1975), színművész
- Angi István (Ozsdola, 1933. október 16. – Kolozsvár, 2020. november 20.), kritikus, publicista
- Antal Árpád (Nyújtód, 1925. július 24. – Kolozsvár, 2010. július 6.), irodalomtörténész
- Antal János (Oláhdellő, 1767. február 22. – Marosvásárhely, 1854. augusztus 12.), református püspök, író
- Antal Timi (Bánffyhunyad, 1993. március 6.), énekesnő
- Antalffy Endre (Ratosnya, 1877. február 3. – Marosvásárhely, 1958. február 6.), nyelvész, irodalomtörténész, műfordító
- Áprily Lajos (Brassó, 1887. november 14. – Budapest, 1967. augusztus 6.), költő, műfordító
- Aradi Viktor (Pankota, 1883. február 22. – Szovjetunió, 1937 körül), szociológus, történész
- Arató András (Komandó, 1913. július 18. – Nagyvárad, 1945. május 14.), költő, újságíró
- Árkossy István (Kolozsvár, 1943. március 13.) festő, grafikus
- Árvay Árpád (Szatmár, 1902. április 21. – Bukarest, 1985. szeptember 9.), műfordító, költő
- Asztalos István (Mikeszásza, 1909. augusztus 28. – Kolozsvár, 1960. március 5.), író
- Asztalos Enikő, néprajzkutató
- Asztalos Miklós (Budapest, 1899. július 28. – Körösladány, 1986. február 23.), író, történész

## B
- Baász Imre (Arad, 1941. február 22. – Sepsiszentgyörgy, 1991. július 16.) grafikus
- Bács Ferenc (Nagyszeben, 1936. június 19. – 2019. április 16.) színész
- Bach Gyula (Zsombolya, 1889. április 4. – Temesvár, 1954. október 29.), újságíró, író, műfordító
- Bácski György (Zágráb, 1901. szeptember 20. – Bukarest, 1978. február 10.), műfordító, újságíró, író
- Báder Tibor (Erdőd, 1938. április 2.), régész
- Bagaméri Béla (Kolozsvár, 1922. augusztus 22. – 2013. június 29.), mérnök, természetjáró, a Szelek barlangja felfedezője
- Bagossy Bertalan (Szatmárnémeti, 1869. február 26. – Szatmárnémeti, 1950. március 12.), történész
- Bágyoni Szabó István (Bágyon, 1941. június 10.) költő, prózaíró, műfordító, tanár
- Bágyuj Lajos (Kolozsvár, 1920. szeptember 24. – 1985.) műemlékrestaurátor
- Bajor Andor (Nagyvárad, 1927. szeptember 30. – Debrecen, 1991. január 25.) író, költő, humorista
- Bakóczi Károly (Hajdúböszörmény, 1883. január 24. – Székelyudvarhely, 1956. szeptember 3.), író, irodalomtörténész, műfordító
- Balas Egon (Kolozsvár, 1922. június 7. – 2019. március 18.) matematikus
- Balla Károly (Ratosnya, 1913. november 10. – Kolozsvár, 1959. november 14.), író, műfordító
- Balla Zsófia (Kolozsvár, 1949. január 15.) költő
- Balló Áron (1967. november 23. – 2006. július 7.) újságíró
- Balogh Artúr (Abony, 1866. március 18. – Kolozsvár, 1951. március 4.), jogász
- Balogh Béla (Nagytarna, 1936. február 16.), történész
- Balogh Dezső (Mezőcsávás, 1930. január 22. – Kolozsvár, 1999. április 4.), nyelvész, szótárszerkesztő
- Balogh Edgár (Temesvár, 1906. szeptember 7. – Kolozsvár, 1996. június 19.), publicista
- Balogh Endre (Marosvásárhely, 1881. március 30. – Kolozsvár, 1925. március 8.), író
- Balogh Ernő (Köröskisjenő , 1882. július 24. – Kolozsvár, 1969. július 11.) geológus
- Balogh István (Kézdiszentlélek, 1876. július 19. – 1958. december 19.), drámaíró
- Balogh Péter (Micske, 1920. július 30. – Bukarest, 1994. március 4.), szobrászművész
- Balázs Ferenc (Kolozsvár, 1901. október 24. – Torda, 1937. május 22.) író, költő
- Balázs Imre (Máréfalva, 1931. október 26. – Vác, 2012. április 8.), képzőművész, műkritikus
- Balázs Jolán (Temesvár, 1936. december 12. – Bukarest, 2016. március 11.) magasugró, kétszeres olimpiai bajnok
- Balázs Lajos (Bukarest, 1939. december 22. –), néprajzkutató
- Balázs László (Székelyudvarhely, 1927. szeptember 23. – 1990), nyelvész
- Balázs Márton (Lövéte, 1929. július 17. – Kolozsvár, 2016. április 13.) matematikus
- Balázs Péter (Magyarfenes, 1919. május 28. – Kolozsvár, 2003), képzőművész
- Balázs Samu (Bánffyhunyad, 1906. május 18. – Budapest, 1981. szeptember 25.) színész
- Balázs Sándor (Kolozsvár, 1928. április 4. – Kolozsvár, 2022. február 26.) filozófus
- Bálint Ákos (Csíkszentimre, 1893. június 2. – Gyergyószentmiklós, 1983.), népművelő, zeneszerző
- Bálint Tibor (Kolozsvár, 1932. június 12. – Kolozsvár, 2002. január 28.) író, műfordító
- Bálint Zoltán (Temesvár, 1898. augusztus 21. – Kolozsvár, 1978. december 29.), pszichológus
- Bancsov Károly operaénekes
- Bandi Dezső (Magyarsáros, 1919. október 7. – Békéscsaba, 2005. július 23.), festő, művészettörténész
- Banner Zoltán (Szatmárnémeti, 1932. július 12.), író, előadóművész
- Bánffy Miklós gróf (Kolozsvár, 1873. december 30. – Budapest, 1950. június 6.): író, grafikus, díszlet- és kosztümtervező, színpadi rendező, politikus, külügyminiszter
- Bányai János (Kézdivásárhely, 1886. november 6. – Székelyudvarhely, 1971. május 13.), geológus
- Bányai László (Körösbánya, 1907. november 17. – Bukarest, 1981. június 3.), közíró, történész
- Barabás László, néprajzkutató
- Barabás Miklós (festő) (Márkosfalva, 1810. február 10. – Budapest, Ferencváros, 1898. február 12.) magyar festő, grafikus, fényképész, az MTA tagja
- Barabási Albert László (Karcfalva, 1967. március 30. –) fizikus, hálózatkutató
- Baranyai István (Szépmező, 1899. április 24. – ?), zenekritikus
- Bárd Oszkár (Naszód, 1893. május 6. – Dés, 1942. december 19.), költő, drámaíró
- Bardócz Árpád (Nagyilonda, 1888. április 23. – Budapest, 1953. augusztus 9.), műfordító, költő
- Bardócz Lajos (Szászsebes, 1936. október 24.), festőművész
- Bárdos László (Szalárd 1897. május 30. – Budapest, 1960. szeptember 21.), novellista, dramaturg
- Barkó György (Pürkerec, 1931. július 18. – 2024. január 30.) színész
- Bartalis János (Apáca, 1893. július 29. – Kolozsvár, 1976. december 18.) költő
- Bartha István (Marosvécs, 1889. december 23. – Marosvásárhely, 1979. január 17.), író
- Bartha Sándor (Lugos, 1908. augusztus 20. – 1992.), földrajzkutató
- Bartis Ferenc (Gyergyószárhegy, 1936. július 4. – Budapest, 2006. június 9.) költő
- Bartók Katalin (Kolozsvár, 1942. július 22. – Kolozsvár, 2021. október 25.), botanikus
- Bartók György, (Nagyenyed, 1882. augusztus 3. – Budapest, 1970. november 26.), filozófus
- Báthory Lajos (Máramarossziget, 1942. február 16.), történész
- Becsky Andor (Sárközújlak, 1898. február 28. – Budapest, 1978. október 31.), író, költő
- Beke György (Uzon, 1927. augusztus 3. – Budapest, 2007. január 20.), író, műfordító
- Békési Ágnes (Kolozsvár, 1927. október 12. – Bukarest, 1970. augusztus 5.), műfordító, szerkesztő
- Benamy Sándor (Sáp, 1899. május 6. – Budapest, 1989. október 13.), újságíró, író, műfordító
- Bene József (Székelydálya, 1903. június 24. – Ulm, NSZK, 1986. május 20.), festőművész
- Benczédi Pál (Bencéd, 1883. január 2. – Kolozsvár, 1966. június 9.), bibliográfus, történész, műfordító
- Benczédi Sándor, id. (Tarcsafalva, 1912. szeptember 16. – Kolozsvár, 1997. január 3.) szobrász, keramikus
- Bencze Ferenc (Nagyvárad, 1924. október 4. – Budapest, 1990. szeptember 6.) színész
- Bencze Mihály (Négyfalu (Csernátfalu), 1954. november 20.), matematikus, tanár, költő
- Benedek Elek (Kisbacon, 1859. szeptember 30. – Kisbacon, 1929. augusztus 17.) író, „a nagy mesemondó”
- Benedek Marcell (Budapest, 1885. szeptember 22. – Budapest, 1969. május 30.), író, irodalomtörténész, műfordító
- Benedek Zoltán (Mezőméhes, 1927. szeptember 11. – Nagykároly, 2002. október 12.), földrajzkutató
- Benkő András (Fejérd, 1923. január 21. – Kolozsvár, 2001. április 9.), zenetörténész
- Benkő József (Temesvár, 1939. szeptember 8. – Pécs, 2002. január 22.), matematikus
- Benkő Samu (Lőrincfalva, 1928. február 25. – Budapest, 2021. december 21.) történész
- Bernády György (Bethlen, 1864. április 10. – Marosvásárhely, 1938. október 22.), politikus, Marosvásárhely polgármestere volt 1900–1912 és 1926–1929 között
- Bereczky Júlia (Nagyszalonta, 1928. március 9. – Pécs, 2007. március 3.) színésznő, rendező
- Bereczky Magda (1920–1987), színművész
- Bereczky Tibor (1909–1974), vegyész
- Berde Mária (Kackó, 1889. február 5. – Kolozsvár, 1949. február 20.), író
- Bethlen Béla (Aranyosrákos, 1888. november 2. – Kolozsvár, 1979. november 6.), erdélyi kormánybiztos, emlékíró
- Bicsérdy Béla (Budapest, 1872. március 20. – USA, 1951. december 7.), természetgyógyász, életreformer, a bicsérdizmus mozgalom alapítója az 1920-as években
- Bihari Sándor, (Nagyvárad, 1900. szeptember 20. – 1984.) zeneszerző
- Binder Pál (Botfalu, 1935. március 15. – Brassó, 1995. június 21.), történész
- Bíró A. Zoltán, néprajzkutató
- Bíró József (Nagyvárad, 1907. július 8. – Budapest, 1945. január 7.), művészettörténész
- Bíró József (Nagyvárad, 1960. május 18.), színész
- Bíró Levente (Székelyudvarhely, 1924. december 20. – Kolozsvár, 2007. július 10.) színész
- Bíróné Váró Éva (Székelyudvarhely, 1915. február 6. – Turnu Severin, 1949. szeptember 5.), költő
- Bíró Vencel (Vértessomló, 1885. augusztus 9. – Kolozsvár, 1962. december 2.), történész, piarista szerzetes
- Birtalan József (Szilágybagos, 1927. november 10. – Tiszaújváros, 2017. szeptember 20.), zeneszerző
- Bisztrai Mária (Kolozsvár, 1923. május 25. – Kolozsvár, 2020. december 6.) színésznő
- Bitay Árpád (Budapest, 1896. július 20. – Gyulafehérvár, 1937. november 30.), irodalomtörténész
- B. Nagy Margit (Gyoma, 1928. május 4. – Budapest, 2007. március 4.) művészettörténész
- Blazsek Vladimir Sándor (Kolozsvár, 1929. május 1. – 2022. december 29. előtt), biokémikus
- Blédy Géza (Gyula, 1908. május 25. – Kolozsvár, 1962. január 13.), nyelvész, lexikográfus
- Bodó Julianna (Csíkszereda, 1954. június 12. –), néprajzkutató
- Bodor Ádám (Kolozsvár, 1936. február 22.) Kossuth-díjas író
- Bodor András (Magyarszovát, 1915. augusztus 5. – Kolozsvár, 1999. október 4), történész, egyetemi tanár műfordító
- Bodor Miklós (Szatmárnémeti, 1939. február 1.) gyógyszerész, vegyész
- Bodor Pál (Budapest, 1930. július 28. – 2017. március 12.), szerkesztő, költő, közíró, műfordító
- Bodnár Mária (Nagyvárad, 1900. február 16. – Nagyvárad, 1959. március 24.), író
- Bodoni Miklós (Marosvásárhely, 1905. május 11. – Riva, Olaszország, 1931. június 3.), költő
- Boga Alajos (Csíkkozmás, 1886. február 18. – Máramarossziget, 1954. szeptember 14.) kanonok
- Boér Ferenc (Marosvásárhely, 1940. április 23.), színművész
- Bogáts Dénes, Cs. (Nagyszeben, 1882. április 22. – Sepsiszentgyörgy, 1949. november 8.), történész, nyelvész
- Bogdán Zsolt (Csíkszereda, 1964. december 23.), színművész
- Bonczos István (Nagyszalonta, 1912. február 4. – Nagyszalonta, 1979. május 21.), író
- Borbáth Júlia (Kolozsvár, 1945. február 19.), színművész
- Borbély István (Torockó, 1886. november 23. – Kolozsvár, 1932. március 20.), irodalomtörténész
- Borbély Samu (Torda, 1907. április 23. – Budapest, 1984. augusztus 14.), matematikus
- Borbély László (Marosvásárhely, 1954. március 26.), politikus, miniszter
- Borcsa János (Kézdivásárhely, 1953. július 29.), irodalomkritikus, tanár, könyvkiadó
- Bordi András (Héderfája, 1905. június 2. – Marosvásárhely, 1989. augusztus 11.), festőművész
- Borghida István (Szatmár, 1918. március 8. – Kolozsvár, 1982. december 13.), művészettörténész, műkritikus
- Bornemisza Elemér (Arad, 1930. február 18. – 2010. január 1.) agrármérnök, kutatóprofesszor
- Borzási István (Ipp, 1960. december 25.) baptista lelkipásztor, vallási vezető
- Botskor Lóránt (Segesvár, 1896. február 7. - Budapest, 1976. május 21.) csendőralezredes, a marosvásárhelyi zsidó gettóból hatvan szombatos megmentője (1944 májusában)
- Böjte Csaba (Kolozsvár, 1959. január 24.) ferences rendi szerzetes, az árva és elhagyott gyermekek felkarolója
- Bölöni György (Szilágysomlyó, 1882. október 30. – Budapest, 1959. szeptember 11.), író, publicista
- Bölöni László (Marosvásárhely, 1953. március 11.) labdarúgó, edző
- Bözödi György (Bözöd, 1913. március 9. – Budakeszi, 1989. november 25.), író, szociográfus, történész
- Brassai Zoltán (Marosvásárhely, 1935. március 27.) orvos, egyetemi tanár
- Brassai Viktor (Kolozsvár, 1913. november 5. – Ukrajna, 1944 nyara), költő, műfordító, szavalóművész
- Braun Dezső (Temesvár, 1894. április 27. – Temesvár, 1940. február 15.), zenekritikus
- Bréda Ferenc (Déva, 1956. február 20. – Kolozsvár, 2018. május 16.), kritikus, műfordító
- Bretter György (Pécs, 1932. március 21. – Budapest, 1977. november 17.), filozófus, esszéíró
- Brósz Irma (Kovászna, 1911. június 11. – Kolozsvár, 1976. május 20.), festőművész
- Brugovitzky Edit (Dés, 1917. december 17. – Kolozsvár, 2003. február), botanikus
- Buday Árpád (Marosgezse, 1879. január 17. – Szeged, 1937. április 7.), történész
- Buday György (Kolozsvár, 1907. április 7. – Coulsdon, Anglia, 1990. június 12.), grafikus
- Bustya Endre (Marosvásárhely, 1927. június 29. – Kolozsvár, 1996. december 24.), irodalomtörténész, műfordító
- Búzás Árpád (Szováta, 1940. április 27.) vegyipari kutatómérnök, tudományos főmunkatárs, számos találmány tulajdonosa
- Büchler Pál (Bácstóváros, 1877. január 25. – Marosvásárhely, 1946. július 7.), indológus

## C
- Chilf Miklós (Marosvásárhely, 1905. március 10. – Marosvásárhely, 1985. november 23.), zeneszerző
- Czakó Ádám (Kolozsvár, 1940. november 5. – Budapest, 2013. március 6.), zeneszerző
- Cziffra Géza (Arad, 1900. december 19. – Dießen am Ammersee, NSZK, 1989. április 28.), író, filmrendező
- Czikéli László (Bukarest, 1934. július 31. – Budapest, 2007. június 1.) színész

## Cs
- Csáky Zoltán (Sümeg, 1945. március 8.), televízió-szerkesztő, forgatókönyvíró
- Csányi Mátyás (Szeged, 1884. december 6. – Arad, 1962. március 6.), zeneszerző
- Csapó I. József (Kézdivásárhely, 1938. május 8. –), mezőgazdasági szakíró, a Székely Nemzeti Tanács első elnöke
- Csapó Miklóssy József (Temesvár, 1911. március 16. – Kolozsvár, 1979. május 1.), talajkutató
- Csávossy György (Temesvár, 1925. június 20. – Nagyvárad, 2015. november 30.), költő, színműíró,
- Csedő Csaba István, dr. (Csíkszereda, 1943. december 20. –) orvos, 1993 és 2004 között Csíkszereda polgármestere
- id. Cseh Gusztáv (Kolozsvár, 1900. július 24. – Kolozsvár, 1972. január 26.) grafikus
- ifj. Cseh Gusztáv (Kolozsvár, 1934. július 13. – Kolozsvár, 1985. június 19.) grafikus
- Csehi Gyula (Szatmárnémeti, 1910. november 26. – Kolozsvár, 1976. június 21.), irodalomesztéta, kritikus
- Cs. Gyimesi Éva (Kolozsvár, 1945. szeptember 11. – Kolozsvár, 2011. május 23.) irodalomtudós
- Cseke Gábor (Kolozsvár, 1941. július 29. – Csíkszereda, 2023. március 18.), író
- Cseke Péter (Recsenyéd, 1945. január 30.), irodalomtörténész, újságíró, szerkesztő, költő
- Cseke Vilmos (Hátszeg, 1915. május 5. – Kolozsvár, 1983. március 10.), matematikus
- Cselényi Béla (Marosvásárhely, 1911. július 16. − Budapest, 1999. december 23.), történész
- Csendes Zoltán (Kolozsvár, 1924. november 23. – Kolozsvár, 1959. május 3.), statisztikus
- Csép Sándor (Arad, 1938. május 1. – 2013. január 16), televíziós műsor szerkesztő, drámaíró, riporter
- Cseres Tibor (Gyergyóremete, 1915. április 1. – Budapest, 1993. május 24.) író
- Csermely Gyula (Dunaszerdahely, 1869. június 5. – Budapest, 1939. augusztus 24.), író
- Cseterki Ferenc, operaénekes (tenor)
- Csetri Elek (Torda, 1924. április 11. – Kolozsvár, 2010. január 24.) történész
- Csiha Kálmán (Érsemjén, 1929. szeptember 17. – 2007. november 7.) református püspök
- Csik Lajos (Felsőnyárád, 1902. január 7. – Szeged, 1962. április 12.), biológus
- Csíki Endre (Kolozsvár, 1888. december 1. – Kolozsvár, 1949. január 11.), zeneszerző
- Csiki László (Sepsiszentgyörgy, 1944. október 5. – Budapest, 2008. október 2.), költő, elbeszélő, drámaíró, műfordító
- Csiky András (Székelyudvarhely, 1930. augusztus 25.) színész
- Csíky Boldizsár (Marosvásárhely, 1937. október 3.), zeneszerző
- Csire Gabriella (Marosújvár, 1938. április 21.), író
- Csire József (Nagyvárad, 1926. április 14. – Bukarest, 2011. május 19.), zeneszerző
- Csóka József (1890–1966), színművész
- Csoma Mária (Kolozsvár, 1944. február 25. – Cegléd, 2023. december 11.) opera-énekesnő
- Csorba András (Brăila, 1927. augusztus 25. – Marosvásárhely, 1987. augusztus 24.): színész, főiskolai tanár, színházigazgató
- Csorvássy István (Szászrégen, 1912. április 2. – Marosvásárhely, 1986. szeptember 7.), szobrász, fafaragó művész
- Csucsuja István (Kolozsvár, 1942. augusztus 19. –), történész
- Csutak Vilmos (Zágon, 1878. november 6. – Sepsiszentgyörgy, 1936. május 14.), történész
- Csűrös István (Székástóhát, 1914. május 3. – Kolozsvár, 1998. augusztus 2.), botanikus
- Csűry Bálint (Egri, 1886. február 13. – Debrecen, 1941. február 13.), nyelvész

## D
- Dadányi György (Temesvár, 1893. február 28. – 1969. június 10., Munro, Argentína), regényíró
- Daday Loránd (Beszterce, 1893. november 6. – Dés, 1954. július 23.), író
- Dankanits Ádám (Kolozsvár, 1932. január 2. – Bukarest, 1977. március 4.), művelődéstörténész
- Dálnoky Nagy Lajos (Miskolc, 1862. április 9. – Arad, 1937. március 2.), színműíró, költő, műfordító
- Dáné Tibor (Kolozsvár, 1923. március 24. – Kolozsvár, 2006. október 11.), író
- Dáné Tibor Kálmán (Kolozsvár, 1954. március 31.) történész, politikus
- Dávid György (Brăila, 1889. október 2. – Nyárádszereda, 1949. március 17.), történész, szótárszerkesztő
- Dávid Gyula (Árapatak, 1928. augusztus 13.), irodalomtörténész
- Dávid Lajos (Kolozsvár, 1881. május 28. – Budapest, 1962. január 9.), matematikus
- Darkó László (Torda, 1924. május 22. – Kolozsvár, 1970. február 13.), festőművész
- Deák Ferenc (Kökös, 1935. június 17. – Szeged, 2013. május 3.) grafikus
- Debreczeni László (Marosvásárhely, 1903. december 18. – Kolozsvár, 1986. szeptember 20.), művészettörténész
- Debreczy Sándor (Kászonújfalu, 1907. február 23. – Kolozsvár, 1978. augusztus 30.), irodalomtörténész
- Delly-Szabó Géza (Somogycsurgó, 1883. május 19. – Kolozsvár, 1961. november 1.) zeneszerző
- Demény Attila (Kolozsvár, 1955. március 2. – 2021. május 11.) operarendező, zeneszerző, zongoraművész
- Demény Lajos (Kisfülpös, 1926. október 6. – Bukarest, 2010. november 19.) történész
- Deák Nándor (1883–1947), festőművész
- Dezső Ilona Anna (Élesd, 1961. november 24.),író, költő, festőművész
- Ditrói Puskás Béla (1908–1966), színművész
- Diviaczky Rezső (1876–1971), festőművész
- Dóczyné Berde Amál (Kackó, 1886. december 15. – Kolozsvár, 1976. december 12.) festőművész
- Dombi Sándor (Tusnádfürdő, 1966. október 29. – ) előadóművész, énekes, gitáros
- Domokos Géza (Brassó, 1928. május 18. – Marosvásárhely, 2007. június 26.) író, politikus, műfordító
- Domokos Pál Péter (Csíkvárdotfalva, 1901. június 28. – Budapest, 1992. február 19.) tanár, történész, néprajzkutató
- Dsida Jenő (Szatmárnémeti, 1907. május 17. – Kolozsvár, 1938. június 7.) költő

## E, É
- Eckstein-Kovács Péter (Kolozsvár, 1956. július 5.) politikus, romániai parlamenti képviselő, volt miniszter
- Éghy Ghyssa (Temesvár, 1905. február 5. – Marosvásárhely, 1982. szeptember 2.) táncművész
- Egyed Ákos (Bodos, 1929. november 25.) történész
- Egyed Emese (1957) költő
- Egyed Péter (Kolozsvár, 1954. április 6. – Kolozsvár, 2018. augusztus 2.), filozófus
- Eisikovits Mihály Miksa (Balázsfalva, 1908. október 8. – Kolozsvár, 1983. január 13.), zeneszerző
- Éltető József (Szászrégen, 1944. február 11.), költő, szerkesztő, dramaturg
- Endre Károly (Temesvár, 1893. április 27. – Temesvár, 1988. február 7.), költő
- Engel Károly (Kisszedres, 1923. szeptember 25. – Kolozsvár, 2002. augusztus 12.), irodalom- és művelődéstörténész, műfordító, bibliográfus
- Entz Géza (Budapest, 1913. március 2. – Budapest, 1993. március 2.), művészettörténész
- Erdélyi Ágnes (Budapest, 1914. május 23. – Auschwitz, 1944. június 3.), költő, író
- Erdélyi Lajos (Marosvásárhely, 1929. május 17.), újságíró, fotóművész
- Erőss Elek (Csíkszereda, 1816. február 12. – 1900. április 2.) főjegyző, országgyűlési követ, főbíró, majd haláláig - 50 éven keresztül Csíkszereda polgármestere
- Erőss József (Csíkszereda, 1868. október 26. – Sepsiszentgyörgy, 1932. november 7.), történész
- Erőss László (Csíkszereda, 1911. december 21. – 1993. július 12.), kántortanító, -tanár, tanfelügyelő, helytörténész
- Erőss Vilmos Ferenc (Csíkszereda, 1950. június 30.), tervezőtechnikus, numizmatikus, helytörténész, író, képeslap- és bélyeggyűjtő, a csíki filatélia egyik kiemelkedő művelője
- Erőss Zsolt (Csíkszereda, 1968. március 7. – Kancsendzönga, 2013. május 21. körül), hegymászó

## F
- Faragó József (Brassó, 1922. február 2. – 2004. október 23.), néprajzkutató
- Faragó Pál (Felsőszentiván, 1886. április 4. – Kolozsvár, 1969. december 1.): sakkfeladványszerző nemzetközi mester, az 1936. évi sakkvégjáték olimpiai bajnoka
- Farczády Elek (Marosvásárhely, 1890. április 9. – Marosvásárhely, 1974. február 6.), történész
- Fátyol Tibor (Kolozsvár, 1935. október 9. – Győr, 2017. január 5.), zeneszerző
- Fehér Dezső (Borsodszentgyörgy, 1869. december 2. – Nagyvárad, 1935. február 22.), író, újságíró
- Fekete Mihály (Csongrád, 1884. december 31. – Kolozsvár, 1960. április 16.), színművész, rendező, színműíró
- Felszeghy Ödön (Nagyszeben, 1907. november 23. – 1984), biokémikus
- Felvinczi Takács Zoltán (Nagysomkút, 1880. április 7. – Budapest, 1964. december 4.), művészettörténész
- Fémes László (Margitta, 1894. szeptember 13. – ?), író, színműíró, újságíró
- Fényi István (Kaplony, 1919. január 10. – Nagykároly, 2000.), költő, műfordító
- Ferencz László (Arad, 1911. június 15. – ?), szerkesztő, író, műfordító
- Ferencz Zsuzsanna (Kolozsvár, 1943. november 20. – Bukarest, 2010. január 30.), író
- Ferenczi Géza (Kolozsvár, 1924. június 22. – Székelyudvarhely, 2007. február 14.), régész
- Ferenczi István (Kolozsvár, 1921. április 15. – Kolozsvár, 2000. május 8.), régész
- Ferenczi Miklós (Dés, 1886. augusztus 1. – Kolozsvár, 1933. december 30.), bibliográfus, szótárszerkesztő
- Ferenczi Sándor (Zalatna, 1894. október 1. – Szovjetunió, 1945.), régész
- Ferenczi Sándor (Alsójára, 1901. augusztus 7. – Sopron, 1945. március 29.), biológus
- Ferenczy Csongor (Szászrégen, 1939. november 12. – 2019. április 25. vagy előtte), színész
- Ferenczy György (Kolozsvár, 1901. április 14. – Bukarest, 1967. április 27.), író
- Ferenczy Gyula (Kolozsvár, 1891. április 12. – Budapest, 1962. február 13.), zeneszerző
- Ferenczy Zsizsi (Kolozsvár, 1895. január 13. – Kolozsvár, 1969. február 13.), operaénekes
- Feszt László (Kolozsvár, 1930. október 17. – Kolozsvár, 2013. május 3.), képzőművész
- Ficzay Dénes (Arad, 1921. december 27. – Arad, 1985. március 2.), irodalomtörténész, bibliográfus
- Finta Gerő (Tordatúr, 1889. december 31. – Budapest, 1981. július 5.), költő, műfordító
- Flóra Jenő (1914–1982), színművész
- Fodor Béla Adalbert, (Magyarandrásfalva, Lund), etnomuzikológus
- Fodor Sándor (Csíksomlyó, 1927. december 7. – Kolozsvár, 2012. március 28.) író, műfordító
- Fodorpataki László (Kolozsvár, 1969), botanikus
- Fogarasi Albert (Torda, 1851. március 24. – Nagyenyed, 1945. november 19.), filológus, történész
- Forró Antal (Kézdimartonos, 1924. március 7. – Kolozsvár, 1982. augusztus 11.), festőművész
- Földes László (Arad, 1922. június 26. – Kolozsvár, 1973. január 10.), irodalomkritikus
- Fövenyessy Bertalan (Sajóvelezd, 1875. december 12. – Nagyenyed, 1967. szeptember 20.), zeneszerző
- Franyó Zoltán (Kismargita, 1887. július 30. – Temesvár, 1978. december 29.), műfordító, publicista, szerkesztő
- Frunda György (Marosvásárhely, 1951. július 22. –) politikus
- Fuchs Herman (1915–1994[1]), geológus
- Fuchs Simon (Madéfalva, 1907. október 24. – Marosvásárhely, 1972. július 24.), történész
- Fuhrmann Károly (Kolozsvár, 1912. július 31. – Kolozsvár, 1991. június 27.) ötvös és iparművész
- Fülöp Antal Andor (Kolozsvár, 1908. október 6. – Kolozsvár, 1979. december 20.), festő
- Füzi József (Brassó, 1931. január 1.) , botanikus

## G
- Gaál Alajos (Gyergyóditró, 1889. augusztus 21. – Budapest, 1967. november 30.), szerkesztő, közíró
- Gaál András (Gyergyóditró, 1936. március 9. – Pannonhalma, 2021. augusztus 6.), képzőművész
- Gaál Gábor (Budapest, 1891. március 8. – Kolozsvár, 1954. augusztus 13.), esztéta, újságíró
- Gaal György (Kolozsvár, 1948. február 16.), irodalomtörténész, kolozsvári helytörténész
- Gaál Sándor (Gógánváralja, 1885. október 4. – Sepsiszentgyörgy, 1972. július 28.), fizikus
- Gábor István (Nagyvárad, 1908. szeptember 9. – Nordhausen, 1944. november), író
- Gábos Lajos (Fogaras, 1927. január 8. – Kolozsvár, 1988. szeptember 20.), geológus
- Gábos Zoltán (Bánffyhunyad, 1924. október 24. – Kolozsvár, 2018. április 9.) fizikus
- Gagyi József (Marosvásárhely, 1953. április 26.), néprajzkutató
- Gagyi László (Fintaháza, 1910. június 22. – Marosvásárhely, 1991. december 20.), író
- Gál Éva Emese (Szatmár, 1955. március 25. – 2022. december 11.), költő, képzőművész
- Gálfalvi Zsolt (Marosvásárhely, 1933. november 30. – Marosvásárhely, 2021. július 22.), irodalomkritikus, esszéista
- Gáldi László (Miskolc, 1910. május 20. – Budapest, 1974. február 5.), nyelvész, irodalomtörténész, műfordító
- Galetta Ferenc (Temesvár, 1889. március 12. – Budapest, 1974. október 21.), szövegkönyvíró
- Gálffy Mózes (Nagyszeben, 1915. július 13. – Budapest, 1988. július 23.), nyelvész
- Gálffy Zsigmond (Mészkő, 1886. január 13. − Kolozsvár, 1958. december 26.), klasszika-filológus
- Gáll András (Kolozsvár, 1930. március 31.) író, újságíró, publicista
- Gáll Ferenc (Kolozsvár, 1912. március 22. – Párizs, 1987. december 12.), festőművész
- Gallas Nándor (Temesvár, 1893. január 21. – Lovrin, 1949. július 1.), szobrász, grafikus
- Garda Dezső (Kolozsvár, 1948. augusztus 26.), szociológus, történész, politikus
- Gárdonyi István (Temesvár, 1907. január 22. – Frankfurt am Main, 1979. július 7.), író, újságíró
- Gazda Ferenc (Haraly, 1920. október 25. – 1996.), nyelvész
- Gazda József (Kézdivásárhely, 1936. április 8.), művészeti író, szociográfus, tankönyvíró
- Gazda Klára (Zalán, 1944. szeptember 4.), néprajzi író
- Gelei József (Árkos, 1885. augusztus 20. – Budapest, 1952. május 20.), biológus, zoológus
- Gellért Sándor (Debrecen, 1916. december 11. – Szatmár, 1987. november 14.), költő, műfordító
- Gergely István (Csíkkozmás, 1939. augusztus 14. – Kolozsvár, 2008. március 13.), képzőművész
- Gergely János (Torockószentgyörgy, 1928. március 11. – 1989. június 11.), botanikus
- Gergely Jenő (Kolozsvár, 1896. március 4. – Kolozsvár, 1974. május 10.), matematikus, tudománytörténész
- Gittai István (Tóti, 1946. december 31. – Budapest, 2020. augusztus 6.), költő
- Gönczy Lajos (1889–1986), író
- Görög Ferenc (Szászváros, 1881. június 21. – Kolozsvár, 1970. szeptember 18.), történetíró
- Götz Endre (Hosszúfalu, 1924. augusztus 27. – Nagybánya, 2022. szeptember 3.), geológus
- Gréda József (Nagyvárad, 1911. június 18. – Tel-Aviv, Izrael, 2000. január 23.), költő, műfordító
- Gróf László (Abádszalók, 1891. július 6. – Nagyvárad, 1971. május 1.), színész, dramaturg, rendező, műfordító
- Gruzda János (Tövis, 1881. november 18. – Zalatna, 1953. november 3.) festő
- Gulácsy Irén (Lázárföld, 1894. szeptember 9. – Budapest, 1945. január 2.), író
- Gunscher Nándor (Hódmezővásárhely, 1886. október 23. – Kolozsvár, 1963. június 26.), karikaturista, grafikus
- Gunda Béla (Temesfüves, 1911. december 25. – Debrecen, 1994. július 30.), néprajzkutató, a Magyar Tud. Akadémia tagja
- Guttmann Miklós (Budapest, 1876 – Auschwitz, 1944), zenekritikus, zeneszerző, zongoraművész

## Gy
- Gy. Szabó Béla, (Gyulafehérvár, 1905. augusztus 26. – Kolozsvár, 1985.) grafikus
- Gyallay Pap Domokos (Bencéd, 1880. augusztus 4. – Budapest, 1970. április 11.), író
- Gyalui Farkas (Gyalu, 1866. november 24. – Kolozsvár, 1952. április 17.), irodalomtörténész
- Gyenge Csaba (Székelykocsárd, 1940. június 22. –) gépészmérnök, egyetemi tanár
- Győrffy István (Hidasnémeti, 1880. december 19. – Csákvár, 1959. április 19.), botanikus
- György Lajos (Marosvásárhely, 1890. április 3. – Kolozsvár, 1950. december 31.), irodalomtörténész
- Györkös Mányi Albert (Tordaszentlászló, 1922. július 18. – Kolozsvár, 1993. május 27.) festő
- Győri Emil (Temesvár, 1884. július 30. – Bukarest, 1941. március 2.), zeneszerző
- Győri Klára (Szék, 1899. január 4. – Szék, 1975. augusztus 5.), mesemondó
- Gyulai Ilona (Kolozsvár, 1946. június 12.) világbajnoki ezüstérmes vívó
- Gyulai Zoltán (Pipe, 1887. december 16. – Budapest, 1968. július 13.), fizikus
- Gyurkó István (Encs, 1924. január 28. – Kolozsvár, 1990. május 13.) hidrobiológus

## H
- Haáz Ferenc (Székelyudvarhely, 1913. március 18. – 1944 őszén, Szovjetunió), néprajzkutató
- Haáz Ferenc Rezső (Szepesbéla, 1883. augusztus 12. – Székelyudvarhely, 1958. július 29.), néprajzkutató
- Haják Károly (Budapest, 1886. augusztus 24. – Kolozsvár, 1970. szeptember 6.), hegedűművész, zeneszerző
- Hajdú Farkas-Zoltán (Csíkszereda, 1959. december 15.) publicista, rendező
- Hajdu Győző (Székelykocsárd, 1929. augusztus 3. – Marosvásárhely, 2018. november 30.), író, szerkesztő
- Hajdu Zoltán (Radnótfája, 1924. december 16. – Bukarest, 1982. február 12.), költő, műfordító
- Hajós József (Brassó, 1923. december 26. – Kolozsvár, 2009.), filozófiatörténész
- Halász Anna (Nagyvárad, 1928. január 6. – Bukarest, 2002. november 18.), színi- és filmkritikus, író
- Halász Gyula (Brassó, 1899. szeptember 9. – Párizs, 1984. július 8.), fotóművész, grafikus, publicista (művésznevén Brassaï)
- Halmágyi Samu (Alsószentmihály, 1880 – Arad, 1962), költő, publicista
- Halmos György (1915–1985), zongoraművész
- Hamar Márton (Radnót, 1927. február 5. – Bukarest, 1987. március 25.), zoológus
- Hamburg Péter (Kolozsvár, 1929. február 3.), matematikus
- Hankó János (Csíkszentdomokos, 1897. április 26. – Budapest, 1969. július 9.), grafikus
- Hantz-Lám Irén (Kolozsvár, 1937. május 25.), földrajzi szakíró
- Harag György (Margitta, 1925. június 4. – Marosvásárhely, 1985. július 7.) rendező, színész
- Haranghy László (Debrecen, 1897. augusztus 10. – Budapest, 1975. december 8.), orvosi és biológiai szakíró
- Harkó Ferenc József (Bikfalva, 1914. október 25. – 1999), földrajzi és néprajzi szakíró
- Hary Béla (Szilágysomlyó, 1934. október 2. – Kolozsvár, 2011. május 14.), a kolozsvári Magyar Opera karmestere
- Hary Judit, opera-énekesnő (szoprán)
- Hatházi András (Brassó, 1967. március 2.), színész
- Hazai Kálmán (Marosvásárhely, 1913. július 17. – Koppenhága, 1996. december 21.) vízilabdázó, úszó, olimpiai bajnok
- Hegedűs Nándor (Nagyvárad, 1884. szeptember 29. – Budapest, 1969. november 19.), irodalomtörténész
- Hervay Gizella (Makó, 1934. október 10. – Budapest, 1982. július 2.) költő, író és műfordító
- Hégető Honorka (Marosvásárhely, 1971. – Alsóörs, 2001. június 3.) televíziós riporter, műsorszerkesztő
- Heinrich László (Kolozsvár, 1910. szeptember 9. – Kolozsvár, 1985. december 7.), kísérleti fizikus
- Héjja Sándor (Marosvásárhely, 1942. március 14. – 1996. november 4.) színész
- Hencz József (Szászrégen, 1942. november 30.), zeneszerző, zenei író
- Hercz Péter (Nagyvárad, 1954. február 6.), operaénekes
- Herédi Gusztáv (Kolozsvár, 1925. május 14. – Kolozsvár, 1997. július 11.), szerkesztő, prózaíró, közíró
- Herepei János (Kolozsvár, 1891. október 11. – Szeged, 1970. október 30.), művelődéstörténész, muzeológus, néprajzkutató, régész
- Heszke Béla (Marosvásárhely, 1912. október 30.), irodalomkritikus, esztéta
- Legifj. Hintz György (Kolozsvár, 1874. szeptember 6. – Kolozsvár, 1956. május 5.) gyógyszerész
- Hirschler József (Újpest, 1874. március 17. – Kolozsvár, 1936. november 17.) katolikus plébános, kanonok, pápai prelátus, művészeti író
- Hobán Jenő (Hosszúfalu, 1912. május 9. – Kolozsvár, 1965. augusztus 26.), költő, szerkesztő
- Hoffmann Ferenc (Stiahlau, 1873. január 6. – Budapest, 1945. július 28.), zeneszerző
- Holló Ernő (Gyergyószentmiklós, 1910. január 5. – Sepsiszentgyörgy, 1983. január 21.), költő, újságíró
- Hoós János (Sárvár, 1858. május 11. – Temesvár, 1937. január 8.), zeneszerző, zeneíró
- Horák József (Kolozsvár, 1912 – 1992), grafikus
- Horák József (Kolozsvár, 1942. május 11.), kémikus
- Horváth Andor (Kolozsvár, 1944. március 8.), esszéíró, műfordító, szerkesztő
- Horváth Béla (Borosjenő, 1927. április 23. – Kolozsvár, 1981. szeptember 5.), színművész
- Horváth Imre (Margitta, 1906. november 4. – Nagyvárad, 1993. április 11.), költő
- Horváth István (Magyarózd, 1909. október 9. – Kolozsvár, 1977. január 5.), költő, regényíró, elbeszélő
- Horváth Jenő (Marosújvár, 1900. október 13. – Kolozsvár, 1989. szeptember 13.), író
- Horváth Lajos (Székelykeresztúr, 1883. február 23. – Mosonmagyaróvár, 1960. április 3.), zeneszerző, zeneíró
- Hunyady Sándor (Kolozsvár, 1890. augusztus 15. – Budapest, 1942. október 12.) regény- és drámaíró
- Hubbes Walter (Brassó, 1929. március 19. – Stuttgart, 2008.), zeneszerző, zenei író, karmester
- Hunyadi András (Zselyk, 1925. október 1.), rendező, színműíró, műfordító
- Hunyadi László (Küküllődombó, 1933. november 16.), szobrász, fémműves, iparművész
- Husz Ödön (Poprádfelka, 1879. október 31. – Budapest, 1965. szeptember 15.), biológus
- Huszár Sándor (Kolozsvár, 1929. április 15. – Békéscsaba, 2005. december 13.), prózaíró, színműíró, műfordító, szerkesztő
- Hye György (1907–1975), gépészmérnök, a vitorlázó repülés úttörője

## I, Í
- Ignácz Rózsa (Kovászna, 1909. január 25. – Budapest, 1979. szeptember 24.), író, műfordító
- Illyés Géza (Sóvárad, 1883. szeptember 4. – Dicsőszentmárton, 1950. május 28.), történész
- Illyés Kinga (Bereck, 1940. december 10. – Marosvásárhely, 2004. július 28.) színésznő
- Imrédy Géza (1909–1987), színművész
- Imecs Mária (Kolozsvár, 1948. február 17.), műszaki szakíró
- Imets Dénes (Tusnádújfalu, 1929. augusztus 18.), népzenekutató, drámaíró
- Imre Sándor (Nagyvárad, 1891. december 26. – 1944 körül), dramaturg, műfordító, író, színháztörténész
- Imreh Barna (Angyalos, 1908. június 20. – Sepsiszentgyörgy, 1982. március 15.), író, helytörténész, néprajzi író
- Imreh István (Sepsiszentkirály, 1919. szeptember 12.–2003. január 31.), történetíró, szociológus
- Imreh István (Kolozsvár, 1945. július 9.), biológus, genetikus
- Imreh József (Kolozsvár, 1924. szeptember 11.–?), geológus
- Incze Andor (Kolozsvár, 1911. február 25. – Kolozsvár, 1986. január 9.), földrajzi szakíró
- Incze Árpád (Sepsiszentgyörgy, 1944. október 26.), talajkutató
- Incze Ferenc (Gyergyószentmiklós, 1910. augusztus 5. – Kolozsvár, 1988. augusztus 21.), festőművész
- Incze G. Katalin, zeneszerző, karmester
- Incze János (Szinérváralja, 1909. október 19. – Dés, 1999. február 3.), képzőművész
- Incze László (Barót, 1928. december 14. – Kézdivásárhely, 2007. április 2. Sírja Baróton), történész, muzeológus
- Indig Ottó (Brassó, 1890. november 18. – 1969. május 22. Bellinzona, Svájc), újságíró, író, színműíró
- Indig Ottó László (Gyertyámos, 1936. október 18. – Nagyvárad, 2005. december 9.) , romániai magyar irodalomtörténész, művelődéskutató, kritikus
- Ipó László (Felsőboldogfalva, 1911. március 4. – Székelykeresztúr, 1991. március 22.) erdélyi magyar festőművész
- Ipó László (Székelykeresztúr, 1939. január 10.), geológus, szakíró
- Izsák Balázs (Marosvásárhely, 1952), mérnök, politikus, az SZNT elnöke
- Izsák József (Sepsiszentgyörgy, 1921. augusztus 1. – Marosvásárhely, 2004. június 23.), irodalomtörténész, kritikus, egyetemi oktató
- Izsák Márton, (Galócás, 1913. április 12. – Marosvásárhely, 2004.), szobrászművész
- Izsák Sámuel (Marosvásárhely, 1915. december 20. – Kolozsvár, 2007. szeptember 4.), orvos- és gyógyszerészet-történész
- Izsák Zoltán (Brassó, 1951. június 2.), biológus

## J
- Jagamas Ilona (Dés, 1919. április 23. – Kolozsvár, 1983. október 13.), újságíró, elbeszélő, szerkesztő
- Jagamas János (Dés, 1913. június 8. – Kolozsvár, 1997. szeptember 15.), Széchenyi-díjas erdélyi magyar népzenekutató, zenetudós
- Jakab Géza (Kolozsvár, 1904. február 13. – Budapest, 1972. január 2.), költő, újságíró
- Jakab Ödön (Vadasd, 1854. július 26. – Budapest, Erzsébetváros, 1931. március 5. költő, író, drámaíró, irodalomtörténész, a Magyar Tudományos Akadémia levelező tagja (1924)
- Jakab Sámuel (Görgénynádas, 1931. november 19.), földrajzi szakíró, talajkutató
- Jakabffy Elemér (Lugos, 1881. május 17. – Szatmárnémeti, 1963. május 19.), nemzetiségpolitikus, közíró, helytörténész
- Jakabos Ödön (Nyújtód, 1940. január 25. – Brassó, 1979. október 22.) utazó, író
- Jakó Zsigmond (Biharfélegyháza, 1916. szeptember 2. – Kolozsvár, 2008. október 26.) Széchenyi-díjas történész, levéltáros, paleográfus, az MTA tiszteleti tagja
- Jakobovits Márta (Tasnádszántó, 1944. szeptember 22.), keramikus, képzőművészeti író
- Jakobovits Miklós (Kolozsvár, 1936. augusztus 9. – Nagyvárad, 2012. december 16.), festőművész, muzeográfus, képzőművészeti író
- Jakubinyi György (Máramarossziget, 1946. február 13.) gyulafehérvári római katolikus érsek
- Jancsik Pál (Brassó, 1936. november 12.), költő, műfordító
- Jancsó Béla (Marosújvár, 1903. július 25. – Kolozsvár, 1967. július 28.), közíró, kritikus, orvosi szakíró
- Jancsó Elemér (Marosújvár, 1905. április 10. – Kolozsvár, 1971. november 12.) irodalomtörténész
- Janitsek Jenő (Kolozsvár, 1920. szeptember 1. – Kolozsvár, 2014. augusztus 5.) nyelvész
- Jánky Béla (Székelyudvarhely, 1931. május 1.), költő, szerkesztő, ifjúsági író, műfordító
- János Pál (Csíkdánfalva, 1921. június 4.), muzeológus, néprajzi író
- Jánosházy György (Kolozsvár, 1922. június 20.), költő, műfordító, kritikus, szerkesztő
- Jánossy D. László (Nagyenyed, 1939. április 30. – Kolozsvár, 1986. december 21.), festőművész
- Janovics Jenő (Ungvár, 1872. december 8. – Kolozsvár, 1945. november 16.), színművész, rendező, irodalomtörténész, forgatókönyvíró, művelődéspolitikus
- Járosy Dezső (Csatád, 1882. december 7. – Eger, 1932. szeptember 13.), zeneesztéta, kritikus, orgonaművész, zeneszerző
- Jecza Péter (Sepsiszentgyörgy, 1939. október 16.), szobrászművész
- Jékely Zoltán (Nagyenyed, 1913. április 24. – Budapest, 1982. március 20.), költő, műfordító
- Jékey Aladár (Szászfenes, 1846. január 7. – Kolozsvár, 1919. október 10.), költő, műfordító
- Jencsik Katalin (Szatmárnémeti, 1946. július 31.) vívó világbajnok
- Jenei Dezső (Naszód, 1919. november 7. – Kolozsvár, 2004. október 6.), műszaki szakíró, szótárszerkesztő
- Jenei Imre (Bélegregy, 1937. március 22.) labdarúgóedző
- Jeney Lajos (Nagyenyed, 1894. december 23. – Kolozsvár, 1981. január 16.), grafikus
- Jeney-Lám Erzsébet (1931-2000) művészeti író, grafikus, textilművész
- Jodál Endre (Székelyudvarhely, 1947. szeptember 8.) villamosmérnök, műszaki író, műfordító, szótárszerkesztő
- Jodál Gábor (Székelyudvarhely, 1913. április 12. – Kolozsvár, 1989. december 6.), zeneszerző
- Jordáky Lajos (Kolozsvár, 1913. szeptember 6. – Kolozsvár, 1974. november 29.), történész
- Józan Miklós (Tordatúr, 1869. december 6. – Kolozsvár, 1946. január 7.), unitárius püspök, költő
- Józsa Béla (Hodgya, 1898. december 4. – Kolozsvár, 1943. november 29.), közíró, szerkesztő, költő
- Józsa János (Kajántó, 1901. október 11. – Kolozsvár, 1973. február 17.) tanulmányíró, műfordító
- Juhász István (1915–1984), egyháztörténész
- Junger Ervin (Temesvár, 1931. május 28.), zeneszerző, zenei szakíró

## K
- Kabán Annamária (Kolozsvár, 1953. január 16.), nyelvész
- Kabán József (Kolozsvár, 1933. július 30. – Kolozsvár, 2010. július 30.), fotóművész
- Kabdebó Erna (Brassó, 1886. december 19. – Marosvásárhely, 1972. november 6.), színműíró, előadóművész
- Kacsir Mária (Kolozsvár, 1929. január 7. – Bukarest, 2005. április 4.), kritikus, műfordító
- Kacsó Sándor (Mikháza, 1901. február 21. – Kolozsvár, 1984. február 17.) író, szerkesztő, közíró, tanulmányíró
- Kádár Imre (Komárom, 1894. január 12. – Budapest, 1972. november 13.), költő, író, műfordító, szerkesztő
- Kádár József (Várfalva, 1850. január 29. – Dés, 1939. február 12.), történész, néprajzi kutató
- Kádár Tibor (Sepsibükszád, 1919. június 19. – Kolozsvár, 1962. szeptember 2.)), festőművész
- Kahána Mózes (Gyergyóbékás, 1897. november 26. – 1974. április 11. Budapest) költő, novellista
- Kakassy Endre (Marosludas, 1903. május 15. – Kolozsvár, 1963. október 18.), közíró, szerkesztő, író, fordító
- Kalabér László (Kézdimartonfalva, 1937. február 13. – Szászrégen, 2008. július 31.), ornitológus
- Kallós Miklós (Nagyvárad, 1926. november 11. ?), szociológus, filozófiai író, szerkesztő, publicista
- Kallós Zoltán (Válaszút, Románia, 1926. március 26. - Válaszút, 2018. február 14.) Kossuth-díjas néprajzkutató, népzenegyűjtő
- Kálmán Andor (Szeged, 1897. szeptember 4. – Temesvár, 1965. szeptember 19.), zeneszerző, szövegíró
- Kakuts Ágnes (Nyárádremete, 1939. május 16. – 2019. szeptember 1.), színművész
- Kántor Lajos (Dés, 1890. szeptember 20. – Kolozsvár, 1966. április 19.), filológus, művelődéstörténész
- Kántor Lajos (Kolozsvár, 1937. augusztus 7. –  Kolozsvár, 2017. július 22.), irodalomtörténész
- Kányádi Sándor (Nagygalambfalva, Románia, 1929. május 10. – Budapest, 2018. június 20.) Kossuth-díjas költő
- Karácsony Benő (Gyulafehérvár, 1888. szeptember 7. – Auschwitz, 1944.), író
- Karácsony Emmy (1896–1980), festőművész
- Karácsonyi Ferenc (1941–1971), zongoraművész
- Karácsonyi János (Gyula, 1858. december 15. – Nagyvárad, 1929. január 1.), történetíró
- Karancsi Sándor (Nagyszalonta, 1932. április 2. – Gyergyószentmiklós, 2003. október 28.), képzőművész
- Kardos Andor (Nagyvárad, 1875. május 1. – Budapest, 1938. március 18.), színműíró
- Károlyi Béla (Kolozsvár, 1942. szeptember 13.) tornaedző
- Károlyi Dénes (Resicabánya, 1928. május 1.), történész
- Károly József Irén (Gönc, 1854. március 6. – Nagyvárad, 1929. március 15.), fizikus
- Károly Sándor (Arad, 1894. március 27. – Arad, 1964. január 29.), író, újságíró

- Kása Zoltán (Szilágyborzás, 1948. május 12.), informatikus, egyetemi tanár
- Kassay Gábor (Székelyudvarhely, 1956. december 24.), matematikus, egyetemi tanár
- Kászoni Zoltán (Barót, 1928. január 22. – Budapest, 2015. január 14.), halbiológus
- Katona Ádám (Dicsőszentmárton, 1935. október 12.), irodalom- és művelődéstörténész
- Katona Szabó István (Kézdivásárhely, 1922. november 10. – Gödöllő, 2013. február 6.), regényíró, elbeszélő
- Kazinczy Gábor (Temesvár, 1942. április 9.), grafikus
- Kazinczy János (Temesvár, 1914. december 12. – Violes, 2008. január 8. Franciaország), festőművész
- Kazinczy János Árpád (Temesvár, 1945. július 20.) szobrászművész
- Kecskeméthy István (Paks, 1864. január 31. – Kolozsvár, 1938. május 10.), orientalista
- Kékedy László (Máramarossziget, 1920. november 28. – Kolozsvár, 2004. március 24.) kémikus
- Kékedy-Nagy László, kémikus
- Kelemen Árpád (Kajántó, 1932. november 20. – Kolozsvár, 1997. február 2.) villamosmérnök, egyetemi tanár
- Kelemen Béla (Csíkkozmás, 1913. október 28. – Kolozsvár, 1982. december 8.), nyelvész, szótáríró
- Kelemen Ferenc (Marosvásárhely, 1944. július 7.), koreográfus
- Kelemen Lajos (Marosvásárhely, 1877. szeptember 30. – Kolozsvár, 1963. július 29.) történész
- Kemény János báró (Pittsburgh, USA, 1903. szeptember 5. – Marosvásárhely, 1971. október 13.) mecénás, író, a marosvécsi Helikon írói munkaközösség megalapítója (1926)
- Kempner Magda (Pusztabábocka, 1894. szeptember 24. – 1944 őszén, Auschwitz), költő, író
- Kenéz Ferenc (Nagyszalonta, 1944. március 24.), költő
- Kerekes Medárd (Kolozsvár, 1925. október 9. – Braunschweig, 2013. április 29.), biokémikus
- Keresztes Károly (Lécfalva, 1891. június 20. – Gyergyószentmiklós, 1944. szeptember 9.), zeneszerző
- Keresztes Ildikó (Marosvásárhely, 1964. augusztus 8. –) színész, énekes
- Keresztes Kálmán (1887–1980), szobrászművész
- Keresztes Máté (Nagybacon, 1727 – Nagyenyed, 1795. december 4.) református lelkész, az Erdélyi református egyházkerület püspöke 1794-től a következő évben bekövetkezett haláláig
- Keresztes Sándor, (Magyarókereke, 1919. március 9. – Budapest, 2013. augusztus 14., politikus
- Kertész Mihály Miksa (Szolnok, 1888. február 4. – Budapest, 1945. március 18.), ifjúsági író
- Kessler Jenő Attila (Torda, 1939. december 23.), biológus
- Keszeg Nándor, (Medgyes, 1979. augusztus 6.) festőművész, vizuális művész
- Keszeg Vilmos, (Detrehemtelep, 1957. április 24.) néprajzkutató
- Kibédi Hapka Sándor (1897–1941), költő, műfordító
- Kincses Elemér (Marosvásárhely, 1946. március 9.), rendező, drámaíró, novellaíró
- Kincses Előd (Marosvásárhely, 1941. október 2.), közíró, jogász, politikus
- Kinde Annamária (Nagyvárad, 1956. június 10. – Nagyvárad, 2014. január 4.), költő, műfordító, szerkesztő, újságíró
- Király Károly (Dicsőszentmárton, 1930. szeptember 20.) politikus, közgazdász
- Király István (Nagyvárad, 1952. szeptember 5. – Kolozsvár, 2023. április 7.) filozófus
- Király László (Sóvárad, 1943. november 19.) író, költő
- Kirkósa Júlia (Szamosújvár, 1947. július 10.) opera-énekesnő (szoprán)
- Kisgyörgy Zoltán (Nagyajta, 1929. március 31.) kutató gyógyszerész
- Kisgyörgy Zoltán, (Árkos, 1936), geológus
- Kiss András (Facsád, 1922. október 5. – Kolozsvár, 2013. november 17.), levéltáros, jogtörténész
- Kiss András (Végvár, 1950. október 27.) költő, biológus, ornitológus, természettudományi író
- Kiss Béla, (Bácsfalu, 1908. szeptember 29. – Kolozsvár, 1951. augusztus 13.) helytörténész, etnográfus, zeneíró, evangélikus egyházi író
- Kiss Elemér (Brassó, 1929. augusztus 25. – Marosvásárhely, 2006. augusztus 23.) matematikus, tudománytörténész, Bolyai-kutató, az MTA külső tagja
- Kiss István (Szatmárnémeti, 1926. augusztus 15. – 2004. december 2.), biokémikus, az MTA külső tagja
- Kiss János Botond (Magyardécse, 1941. augusztus 3.) biológus, ornitológus, természettudományi szakíró
- Kiss Jenő (Mócs, 1912. szeptember 13. – Kolozsvár, 1995. december 16.), költő, műfordító
- Kiss-Eperjessy Anna (Dés, 1906. szeptember 20. – Marosvásárhely, 1990. szeptember 30.), biokémikus
- Kiss Törék Ildikó (Petrozsény, 1945. szeptember 24.) színésznő
- Koch Ferenc (Máramarossziget, 1925. november 15. – Köln, 1996. március 26.) fizikus, egyetemi tanár, kutató
- Kocsis István, (Ombod, 1940. május 7.) próza- és drámaíró
- Kocziány László (Medgyes, 1920. november 10. – Marosvásárhely, 1977. január 31.), irodalomtörténész
- Kodrián Kornél (1886–1953), festőművész
- Kohl István (Szászrégen, 1922. július 30. – Szászrégen, 1998. március 24.), ornitológus
- Kol Erzsébet (Kolozsvár, 1897. július 8. – Budapest, 1980. november 15.), természettudományi szakíró
- Kolozsvári Grandpierre Emil (Kolozsvár, 1907. január 15. – Budapest, 1992. május 11.), író, műfordító
- Kolumbán József (Gyergyószentmiklós, 1935. augusztus 4.) matematikus
- Komjáti Károly (Budapest, 1896. március 8. – Budapest, 1953. július 3.), zeneszerző
- Konsza Samu (Nagybacon, 1887. december 15. – Sepsiszentgyörgy, 1971. szeptember 15.), folklórgyűjtő
- Kónya Ádám (Brassó, 1935. február 10. – Sepsiszentgyörgy, 2008. november 25.), tanár, helytörténész
- Kopp Elemér (Kolozsvár, 1890. augusztus 17. – Marosvásárhely, 1964. január 19.)), gyógynövénykutató
- Kós András (Sztána, 1914. november 4. - Kolozsvár, 2010. június 11.) szobrászművész
- Kós Balázs (Kolozsvár, 1912. augusztus 10. – Kolozsvár, 1967. december 4.) mezőgazdasági szakíró, szerkesztő
- Kós Károly (Temesvár, 1883. december 16. – Kolozsvár, 1977. augusztus 25.) építész, író, grafikus, könyvtervező, szerkesztő, könyvkiadó, tanár, politikus
- Kós Károly (Sztána, 1919. augusztus 31. – Kolozsvár, 1996. február 29.), néprajzkutató
- Koós Kovács István (Zilah, 1910. augusztus 17. – Kolozsvár, 1937. szeptember 12.), író, költő
- Koós Zsófia (Sztána, 1916. április 6. – Kolozsvár, 1990. szeptember 16.), színművész
- Kóra-Korber Nándor (Nagyszentmiklós, 1897. június 6. – Bécs, 1953. március 12.), grafikus
- Korodi Gál János (Királyfalva, 1929. január 22. – Kolozsvár, 1986. február 12.), biológus
- Kósa Ferenc (Nagyszalonta, 1934. december 23. – Kolozsvár, 2014. december 3.), nyelvész
- Kósa-Huba Ferenc (Losonc, 1910. május 7. – Kolozsvár, 1983. szeptember 23.), szobrászművész, keramikus
- Kósa-Szánthó Vilma (Sepsiszentgyörgy, 1944. november 3. – New York, USA, 2017. november 21.), szociológus, néprajzkutató
- Kosztolánszky István (Brassó, 1863. december 24. – Vízakna, 1941. június 25.), költő
- K. Kovács László (Polgár, 1908. március 4. – Budapest, 2012. augusztus 18.), néprajzkutató
- Kovács Ágnes (Kolozsvár, 1919. október 31. – Budapest, 1990. január 30.), néprajzkutató
- Kovács András Ferenc (Szatmárnémeti, 1959. július 17. –), költő, műfordító
- Kovács György (Kolozsvár, 1910. február 22. – Kolozsvár, 1977. november 8.), színművész
- Kovács György (Küsmöd, 1911. április 27. – Marosvásárhely, 1990. október 22.), író, műfordító
- Kovács Ildikó (Sepsiszentgyörgy, 1927. december 5. – Kolozsvár, 2008. január 24.) bábszínházi rendező
- Kovács István (Kézdivásárhely, 1880. augusztus 21. – Kolozsvár, 1955. augusztus 15.), régész, numizmatikus
- Kovács István (Temesvár, 1920. október 2. – 1995. május 12.) labdarúgóedző
- Kovács László (Gerendkeresztúr, 1892. december 25. – Budapest, 1963. július 2.), író, szerkesztő, kritikus
- Kovács Nemere (Kolozsvár, 1942. április 28. – Kolozsvár, 2003. május 7.) ifjúsági író, közíró, cserkész mozgalmi vezető
- Kovács Zoltán (Kolozsvár, 1913. szeptember 30. — Kolozsvár, 1999. június 30.), festőművész
- Kovács Zoltán (1908–1977) fizikus
- Kováts József (Kolozsvár, 1906. május 16. – Kolozsvár, 1937. december 23.), novellista, regényíró
- Kozma Dezső (Középlak, 1935. november 6.), irodalomtörténész
- Kozma Géza (Segesvár, 1902. február 26. – Marosvásárhely, 1986. október 5.), zeneszerző
- Kozma Mátyás (Marosvásárhely, 1929. július 23. – Marosvásárhely, 1994. november 1.), orgonaművész, zeneszerző
- Köllő Béla (Gyergyószentmiklós, 1929. február 5. – Kolozsvár, 1985. január 18.), színművész
- Kőmíves Nagy Lajos (Budapest, 1886. augusztus 16. – Kolozsvár, 1977. december 9.), újságíró, dramaturg
- Könczei Ádám (Küküllővár, 1928. január 1. – Kolozsvár, 1983. június 14.), folklórgyűjtő
- Köpeczi Sebestyén József (Szék, 1878. november 12. – Kolozsvár, 1964. december 27.), művészettörténész, heraldikus
- Kötő József (Kolozsvár, 1939. augusztus 8 – Kolozsvár, 2015. január 19.), dramaturg, színháztörténész
- Krasznai Paula (Kolozsvár, 1931. június 24. – Budapest, 2025. február 1.),[2] színművész
- Kristóf György (Tófalva, 1878. október 2. – Kolozsvár, 1965. október 15.), irodalomtörténész
- Kriza Ágnes (Beszterce, 1937 – Kolozsvár, 1996) opera-énekesnő (szoprán)
- Krüzselyi Erzsébet (Máramarossziget, 1874. március 21. – Szatmárhegy, 1953. október 15.), költő
- Kulcsár Béla (Marosvásárhely, 1929. február 2. – Marosvásárhely, 1976. június 18.), szobrász
- Kulcsár Tibor (Élesd, 1945. december 29. – Kolozsvár, 1988. február 27.), pszichológus
- Kuncz Aladár (Arad, 1885. december 31. – Budapest, 1931. június 24.) író, szerkesztő, kritikus, műfordító
- Kurkó Gyárfás (Csíkszentdomokos, 1909. december 2. – Brassó, 1983. május 21.), regényíró, publicista
- Kurtág György (Lugos, 1926. február 19.) zeneszerző, kétszeres Kossuth-díjas
- Kuszálik Péter (Kolozsvár, 1949. március 4.) Joseph Pulitzer-emlékdíjas író, szerkesztő, sajtóbibliográfus, publicista, lexikográfus

## L
- Ladányi Imre (Hajdúnánás, 1877. szeptember 1. – Temesvár, 1949. november 17.) színész, rendező
- Lakatos Demeter (Szabófalva, 1911. november 9. – Szabófalva, 1974. augusztus 21.) csángó költő
- Lakatos István (Nagyzorlenc, 1895. február 26. – Kolozsvár, 1989. szeptember 22.) zenetörténész
- Lakó Elemér (Kolozs, 1929. március 10. – Kovászna, 1986. szeptember 24.) nyelvész, művelődéstörténész
- Lakó Éva (Kajántó, 1935. október 27.), régész, muzeológus
- Láng Gusztáv (Budapest, 1936. június 12.) irodalomtörténész, kritikus
- Láng Zsolt (Szatmárnémeti, 1958. október 17.) író
- Láni Oszkár (Marosvásárhely, 1888. április 28. – Marosvásárhely, 1953.) zeneszerző, zongoraművész
- László Attila (Sepsiszentgyörgy, 1940. december 27.) régész
- László-Bakk Anikó (Székelyudvarhely, 1944. január 28.) gyermekíró
- László Dezső (Sepsiszentgyörgy, 1904. július 12. – Kolozsvár, 1973. november 15.) társadalomtudományi és egyházi író, szerkesztő
- László Ferenc (Sepsiszentgyörgy, 1873. június 28. – Kolozsvár, 1925. szeptember 16.) régész
- László Ferenc (Kolozsvár, 1930. március 10. – Szeged, 2009. április 29.) sportújságíró
- László Ferenc (Kolozsvár, 1937. május 8.) zeneszerző, zenekritikus
- László Gerő (Gyulafehérvár, 1928. január 3.) színész
- László Gyula (Kőhalom, 1910. március 14. – Nagyvárad, 1998. június 17.), régész, történetkutató, művészettörténész, képzőművész
- László Pál (Csíkszentkirály, 1945. március 17. – Csíkszereda, 1991. október 30.) építészmérnök, Csíkszereda első rendszerváltás utáni polgármestere
- László Tihamér (Kolozsvár, 1910. január 13. – Kolozsvár, 1986. május 26.) fizikus, egyetemi, főiskolai oktató, fizikai szakíró
- Lászlóffy Aladár (Torda, 1937. május 18. – 2009. április 20.) Kossuth-díjas költő, író, műfordító, szerkesztő
- Lászlóffy Csaba (Torda, 1939. május 21.), költő, novellista, drámaíró, műfordító
- Lazányi Endre (Dés, 1914. május 14.), biológus
- Lázár Sándor (Radnótfája, 1933. március 27.), pszichológus
- Leitner Zoltán (Nagyvárad, 1896. – 1945. koncentrációs táborban), író, műfordító
- Lendvay Éva (Brassó, 1935. április 24.), költő, műfordító
- Lengyel Lóránd, egyházi író
- Léstyán Ferenc (Csíkszentkirály, 1913. február 12. – ?), egyházi író, egyháztörténész
- Létay Lajos (Aranyosrákos, 1920. január 23. – Kolozsvár, 2007. szeptember 26.) költő, író, szerkesztő, publicista, tanár, képviselő
- Lévai Lajos (Kolozsvár, 1894. június 27. – Székelyudvarhely, 1974. június 7.) író
- Létay László (Kolozsvár, 1954. május 10.) műépítész, építészeti szakíró
- Lévay Ilonka (1892–1974), operaénekes
- Ligeti Ernő (Kolozsvár, 1891. február 19. – Budapest, 1945. január 11.) író, publicista, szerkesztő
- Ligeti József (Budapest, 1897. december 10. – Budapest, 1985. január 28.), balettművész, színi rendező
- Ligeti György (Dicsőszentmárton, 1923. május 28. – Bécs, 2006. június 12.), zeneszerző
- Lohinszky Loránd (Marosvásárhely, 1924. július 25. – Marosvásárhely, 2013. június 22), színész, egyetemi tanár
- Lósy-Schmidt Ede (Sepsiszentgyörgy, 1879. október 27. – Budapest, 1948. április 6.), technikatörténész, lexikonszerkesztő, muzeológus
- Lőrincz György (Kápolnásfalu, 1946. május 2.), író
- Lőrincz József (Székelydálya, 1947. november 14.), tanár, költő, közíró
- Lőrinczi Ferenc (Kissolymos, 1924. jan. 1.), botanikus, egyetemi tanár
- Lőrinczi László (Felsőrákos, 1898. október 27. – Székelykeresztúr, 1981. október 24.), egyházi író
- Lőrinczi László (Pusztacelina, 1919. január 21. – Settimo San Pietro, 2011. december 18.), író, költő, műfordító, szerkesztő
- Löwith Egon (Kolozsvár, Kolozsvár, 1923. május 21. – Kolozsvár, 2009. szeptember 2.)), szobrász
- Lőwy Dániel (Kolozsvár, 1953. október 10.) vegyészkutató, tudományos munkatárs, helytörténész
- Lunka Zoltán (Nyárádszereda, 1968. május 22.) ökölvívó

## M
- Macalik Alfréd (Bécs, 1888. szeptember 10. – Nagyvárad, 1979. szeptember 20.) festő, grafikus
- Macalik Ernő (Kolozsvár, 1944. július 7.) biológus
- Macskásy József (Marosvásárhely, 1921. február 15. – Kolozsvár, 1994. október 12.), festő
- Madarász Antal (Gyergyócsomafalva, 1933. november 26. – Marosvásárhely, 1978. október 21.), földrajzi író
- Maderspach Károly (Oravica, 1791. augusztus 3. – Ruszkabánya, 1849. augusztus 23.) kohómérnök, az 1848–49-es forradalom és szabadságharc jelentős alakja
- Maderspach Líviusz (Ruszkabánya, 1840. február 1. – Rákospalota, 1921. szeptember 29.) bányamérnök, m. kir. bányatanácsos, szakíró
- Maderspach Viktor (Petrozsény, 1875. – Budapest, 1941. október 4.) mérnök, sportoló, író, az I. világháború irreguláris honvéd csapatainak egyik vezetője
- Magyari András (Gyergyóalfalu, 1927. november 17. – Kolozsvár 2006. június 14.), történész, egyetemi tanár
- Magyari Lajos (Székelyudvarhely, 1942. október 26. – Sepsiszentgyörgy, 2015. június 3.), költő, író, műfordító, közíró
- Majtényi Erik (Temesvár, 1922. szeptember 19. – Bukarest, 1982. január 22.) költő, író, szerkesztő, műfordító
- Makár Alajos (1927–1989), festőművész
- Makfalvi Zoltán, geológus
- Makkai Gergely, (1952. április 7.) éghajlatkutató
- Makkai László (Kolozsvár, 1914. július 10. – Budapest, 1989. december 1.), történész
- Makkai Piroska, grafikus, festőművész
- Makkai Sándor (Nagyenyed, 1890. május 13. – Budapest, 1951. július 19.) író, református püspök
- Maksay Albert (1897. – Kolozsvár, 1971.), költő
- Malán Mihály (Zólyom, 1900. szeptember 16. – Budapest, 1968. október 13.), antropológus
- Mandics György (Temesvár, 1943. január 4.), költő, író
- Markó Béla (Kézdivásárhely, 1951. szeptember 8.) író, politikus, pártelnök, Románia miniszterelnök-helyettese
- Márkos Albert (Székelykeresztúr, 1914. október 17. – Kolozsvár, 1981. június 11.) zeneszerző, karnagy, tanár
- Márkos András (1919–1972), szobrász
- Maros Dezső (Hátszeg, 1920. szeptember 30. – Kolozsvár, 2011. december 6.), gépészmérnök, egyetemi tanár
- Marosi Pál (Marosvásárhely, 1925. augusztus 11. – Kolozsvár, 1989. május 10.), hidrogeológus
- Marton Lili (Budapest, 1914. december 12. – Kolozsvár, 2000. március 27.), író, színműíró, ifjúsági író, műfordító
- Marton Melinda (Kolozsvár, 1956), opera-énekesnő (szoprán)
- Márton Áron (Csíkszentdomokos, 1896 – Gyulafehérvár, 1980)római katolikus püspök
- Márton Árpád, festőművész
- Márton Ferenc (Csíkszentgyörgy, 1884. december 15. – Budapest, 1940. június 8.), festő, grafikus, szobrász
- Márton Gyula (Nagymon, 1916. december 27. – Kolozsvár, 1976. április 4.), nyelvész
- Máté Imre (Érmihályfalva, 1936. február 14. – Érmihályfalva, 1989. december 8.) költő
- Máthé Jakab, nyelvész
- Mattis-Teutsch János (Brassó, 1884. augusztus 13. – Brassó, 1960. március 17.), festő, szobrász, grafikus
- Maurer I. Gyula, matematikus
- Méhes György (eredetileg: Nagy Elek, Székelyudvarhely, 1916. május 14. – 2007. április 10.) író, újságíró
- Méliusz József, író, publicista
- Merza Gyula (1861–1943), armenológus
- Mészáros József (Székelyhíd, 1928. augusztus 1. – Marosvásárhely, 2004. július 26.), irodalomtörténész, bibliográfus
- Mészáros Miklós (1927–2002) geológus
- Mihály László Barna (Székelyudvarhely, 1902. december 29. – Budapest, 1977. július 5.), költő, regényíró
- Mihályffy Irén (Zsombolya, 1882. május 27. – Kolozsvár, 1950. szeptember 5.), zenepedagógus, előadóművész
- Miklósy Margit (1877–1940), színművész
- Miklóssy Gábor, festőművész
- Mikó Imre (1911–1977), író, jogász
- Mikola András (Nagypeleske, 1884. március 17. – Nagybánya, 1970. július 4.), festőművész
- Miske László (Zalán, 1935. szeptember 18.) színész
- Módy István (Marosvásárhely, 1957. március 30. –) orvos, egyetemi tanár
- Módy Jenő (Marosvásárhely, 1927. május 22. – 1999. szeptember 27.) orvos, orvostudományok doktora, egyetemi oktató, orvosi szakíró
- Mohy Sándor (Dercen, 1902. március 23. – Kolozsvár, 2001.) festő
- Moll Elemér (Ságod, 1886. február 24. – Kolozsvár, 1955. november 2.), építészmérnök, építészeti szakíró
- Molnár Dénes, (Vadasd, 1947. július 22. – Marosvásárhely, 2000. február 19.) festőművész, grafikus
- Molnár Jenő (Karánsebes, 1920. szeptember 24. – Kolozsvár, 2007. május 20.) földrajztudós, kutató, egyetemi tanár
- Molnár Gusztáv (Szalárd, 1948. november 20.), filozófus, politológus, geopolitikai szakember, szerkesztő, egyetemi tanár
- Molnár István (Bordos, 1910. december 17. – Székelykeresztúr, 1997. január 10.) néprajzkutató, muzeológus
- Molnár Szabolcs (Mezőtelegd, 1943. április 12.), irodalomtörténész, műfordító
- Molnár Zoltán (Sepsiszentgyörgy, 1937. október 13.), festőművész, illusztrátor, színházi díszlettervező, portréfestő., festőművész
- Molnos Lajos (Budapest, 1941. december 1.), erdélyi költő, politikus, újságíró
- Molter Károly (Óverbász, 1890. december 2. – Marosvásárhely, 1981. november 30.), író, kritikus, irodalomtörténész
- Mottl Román Pál (Budapest, 1892. március 25. – Nagyvárad, 1978. január 10.), grafikus
- Mottl Román (Nagyvárad, 1921. július 13. – Nagyvárad, 1991. február 28.), grafikus
- Moyses Márton (Nagyajta, 1941. április 20. – Barót, 1970. május 13.) vértanú költő
- Mózes András (Sáromberke, 1904. április 1. – Kolozsvár, 1990. május 24.), egyháztörténész
- Mózes Attila (Marosvásárhely, 1952. április 8.), író, irodalomtörténész, irodalomkritikus, szerkesztő
- Mózes Huba (Kolozsvár, 1941. június 2.), irodalomtörténész
- Mózes Teréz (Szilágysomlyó. 1919. november 6.), műtörténész. néprajzi író
- Muhi Sándor (Szatmárnémeti, 1945. május 28.), grafikus
- Murádin Jenő (Harasztos, 1937. november 23.), művészettörténész, szerkesztő, egyetemi tanár
- Murádin László (Harasztos, 1930. november 29.), nyelvész
- Murvai Olga (Kolozsvár, 1942. október 10. – Marosvásárhely, 2011. október 30.), nyelvész, egyetemi tanár
- Muzsnay Csaba (Szatmárnémeti, 1939. augusztus 3.), vegyész, vegyészeti szakíró, egyetemi tanár

## N
- Nadányi Zoltán (Feketegyörös, 1892. október 9. – Budapest, 1955. február 2.), költő, író, műfordító
- Nagy Albert (Torda, 1902. október 5. – Kolozsvár, 1970. február 25.), festőművész
- Nagy Balázs (Sepsiszentgyörgy, 1969. január 25.), néprajzkutató
- Nagy Borbála (Csíkszereda, 1904. augusztus 2. – Kolozsvár, 1994. február 5.), regény- és színműíró, műfordító
- Nagy Dániel (Battonya, 1886. augusztus 11. – Budapest, 1944. március 14.), író
- Nagy E. József (Érmihályfalva, 1951. május 30.), vegyészmérnök, szakíró, műfordító, műegyetemi tanár
- Nagy Emma (Túrkeve, 1895. március 13. – Budapest, 1957. március 8.), költő, pályája Marosvásárhelyhez kötődik
- Nagy Erzsébet (Ozsdola, 1923. október 21. – Kolozsvár, 1982. július 17.), költő, műfordító
- Nagy Ferenc (Szatmárnémeti, 1915. május 30. – Kolozsvár, 1976. július 1.), biológus
- Nagy Ferenc (Székelyudvarhely, 1935. március 13.) fizikus, fizikai szakíró, informatikus, szerkesztő
- Nagy Géza (Székelyszenterzsébet, 1914. szeptember 1. – Kolozsvár, 1981. január 24.) irodalomtörténész, tanár, műfordító
- Nagy Géza (Kutyfalva, 1887. május 21. – Kolozsvár, 1971. április 5.), egyháztörténész
- Nagy Géza (Kolozsvár, 1954. május 9.), festőművész, grafikus
- Nagy G. Károly (Nagyvárad, 1940. január 15.), biológus
- Nagy György (Lukafalva, 1938. január 1. – Kolozsvár, 1998. december 26.), filozófus
- Nagy Ilona (Nagyvárad, 1919. augusztus 14. – Nagyszalonta, 2007. október ?), író
- Nagy István (Kolozsvár, 1904. február 22. – Kolozsvár, 1977. április 24.) író
- Nagy István (Csíkmindszent, 1873. március 28. – Baja, 1937. február 13.), festőművész
- Nagy István (Csíkszereda, 1907. július 5. – Kolozsvár, 1983. január 5.), karmester, hegedűművész
- Nagy Imre (Csíkzsögöd, 1893. július 25. – 1976. augusztus 22.) festőművész
- Nagy Jenő (Kolozsvár, 1916. július 17. – Kolozsvár, 1996. szeptember 12.), nyelvész, néprajzkutató
- Nagy Kálmán (Felsősófalva, 1939. május 5. – Kolozsvár, 1971. október 9.) nyelvész, műfordító
- Nagy Lajos (Erdőd, 1921. december 23. – Kolozsvár, 1982. július 13.), geológus
- Nagy László (Kolozsvár, 1961. június 10.), vegyész
- Nagy László (Székelyudvarhely, 1926. március 28. – Kolozsvár, 1998. augusztus 25.), egyháztörténész
- Nagy László (Gencs, 1936. augusztus 22), néprajzkutató, szakíró, helytörténész
- Nagy Károly (1868–1926), református püspök, az iskolák védelmezője
- Nagy Miklós (Torda. 1913. május 3. – Kolozsvár, 1988. április 29.), agrármérnök, mezőgazdasági szakíró, szerkesztő
- Nagy Olga (Nagyernye, 1921. január 2. – Sepsiszentgyörgy, 2006. november 2.), néprajzkutató, szakíró, újságágíró
- Nagy Ödön (Sajóudvarhely, 1914. május 31. – Mezőfele, 1995. szeptember 1.), néprajzkutató
- Nagy Pál (Szatmárnémeti, 1929. január 12. – Erdőszentgyörgy, 1979. június 18.), festőművész
- Nagy Péter (idősebb Grandpierre Emil) (Nagykanizsa, 1874. november 18. – Budapest, 1938. április 7.), regényíró
- Nagy P. Zoltán (Csíkszereda, 1943. július 28.), fotóművész, fotóriporter
- Nagy Sándor (Nagyszőlős, 1896. március 3. – Cleveland, 1954. július 1.), református lelkész, egyháztörténész
- Nagy-Bodó Tibor (Marosvásárhely, 1968, szeptember 20.), néprajzkutató, publicista
- Nagy-György Attila (Marosvásárhely, 1969. augusztus 11.), római katolikus egyházi író
- Nagy-Tóth Ferenc (Monó, 1929. december 31. – Kolozsvár, 2022. március 23.), biológus, az MTA külső tagja
- Nagy Zsolt (Marosvásárhely, 1971. június 21.), politikus
- Nánási Zoltán (Nagyvárad, 1934. november 24.), régész, történész
- Naszódi Irén (Fernezely, 1918. február 6. – ?), néprajzkutató
- Nászta Katalin (Kolozsvár, 1950. április 18.), költő, előadóművész
- Néda Árpád (Brassó, 1937. október 6.) fizikus
- Néda Zoltán (Kolozsvár, 1964. április 14.), fizikus
- Neményi Ágnes (Kolozsvár, 1947. január 28.), társadalomkutató
- Neményi József Nándor (Dés, 1940. november 11.), közgazdász
- Nemes Elemér (Budapest, 1880. november 1. – Lugos, 1949. március 10.), zeneszerző
- Nemes Irén, művészi névváltozata: Józsa Nemes Irén ( Bede, 1918. október 11. – Marosvásárhely, 2003. október 30.), festőművész
- Nemes László (Kolozsvár, 1948. április 11.), festő, szobrász
- Nemess László (Marosvásárhely, 1944. április 24. – Marosvásárhely, 2000. július 27.), író
- Németh János (Marosfelfalu, 1947. január 6.), etológus
- Németh Júlia (Arad, 1941. július 28.), műkritikus, újságíró
- Németh Kálmán (Szamosújvár, 1897. január 27. – Brownsville, 1966. március 26.), római katolikus egyházi író
- Németh Sándor (Kolozsvár, 1938. december 31. –) matematikus
- Némethy Gyula (Pusztamargitta, 1867. április 22. – Nagyvárad, 1951. december 19.), római katolikus egyházi író, művészettörténész
- Németi János (Krasznaszentmiklós, 1939. november 22. –) történész, régész, régészeti szakíró, muzeológus
- Németi Rudolf (Bethlenszentmiklós, 1948. április 6.), költő, műfordító
- Neumann Mária (Lugos, 1905. június 23. – Temesvár, 2003. augusztus 28.) matematikus, Bolyai-kutató
- Ney András (Nagyvárad, 1921. március 12. – Beér-Seva, Izrael, 2010. április 18.) – matematikus, egyetemi tanár

## Ny
- Nyárády Antal (Marosvásárhely, 1920. június 5. – Kolozsvár, 1982. augusztus 21.), botanikus
- Nyárády Erazmus Gyula (Nyárádtő, 1881. április 7. – Budapest, 1966. június 10.) botanikus, a Román Akadémia rendes tagja
- Nyárádi Szabó Zoltán (Szentgerice, 1930. január 24.), költő
- Nyirő József (1889. július 18., Székelyzsombor – 1953. október 16., Madrid) író, katolikus pap, újságíró
- Nyiszli Miklós (Szilágysomlyó, 1901. június 17. – Nagyvárad, 1956. május 5.), orvos, író, memoáríró

## O, Ó
- Oberten János (Aranyág, 1944. április 8.), próza- és drámaíró
- Oláh Ferenc (Kémer, 1939. december 3.) nyelvész
- Oláh István (Marosvásárhely, 1944. április 16.), költő, újságíró
- Oláh Tibor (Naszód, 1921. március 26. – Marosvásárhely, 1996. április 30.), kritikus, irodalomtörténész, műfordító
- Olajos István (Székelyudvarhely, 1915. december 2. – Fejérd, 1944. október ?), festő, grafikus
- Olejnik Janka (Nagykanizsa, 1887. május 13. – Nagybánya, 1954. november 7.), festőművész, grafikus
- Olosz Ella, Gazda Józsefné (Keresztvár, 1937. január 3. – Kovászna, 1993. február 7.), textilművész, néprajz kutató
- Olosz Katalin (Kovászna, 1940. december 29.), irodalomtörténész, folklorista
- Olosz Lajos (Ágya, 1891. augusztus 23. – Kisjenő, 1977. április 26.), költő
- Orbán Béla (Kolozsvár, 1929. december 7.) matematikus
- Orbán György (Marosvásárhely, 1947. július 12.) zeneszerző
- Orbán Irma (Szováta, 1933. március 9.), képzőművész
- Orbán Olga (Kolozsvár, 1938. október 9.) világbajnok tőrvívó
- Orbán János Dénes (Brassó, 1973. július 4.) költő, prózaíró, József Attila-díjas
- Orbán László (Brassó, 1914. február 26.), irodalomtörténész
- Orgonás András (Wyendotte-Detroit, 1909. augusztus 30. – Temesvár, 1987. április 11.), szobrász
- Orient Gyula (Nagybocskó, 1869. október 21. – Kolozsvár, 1940. október 9.), gyógyszerész, orvos, orvostörténész
- Ormos Iván (Borosjenő, 1902. november 29. – Budapest, 1958. március 10.), költő, író, újságíró
- Orosz Endre (Kolozsvár, 1871. augusztus 4. – Kolozsvár, 1945. május 31.), régész, helytörténész
- Orosz Lujza (Krasznahorvát, 1926. december 4), színésznő, a kolozsvári Állami Magyar Színház örökös tagja
- Orth Győző (Temesvár, 1912. augusztus 13. – Lynwodd, 1988. szeptember 5.), költő, szerkesztő, egyházi író
- Orth István (Nagyszékely, Tolna megye, 1945. február 3.), grafikus, restaurátor
- Ottrok Ferenc (Piski, 1911– Kolozsvár, 1972), operaénekes
- Osváth Pál ( Marosvásárhely,1971,február 23.diplomata,Gambia Köztársaság utazó nagykövete )
- Osváth Gábor (Arad, 1939. január 18. – Kézdivásárhely, 1991. június 30.), novellaíró
- Osváth Tibor (Nagyvárad, 1897. június 14. – ?) író, újságíró
- Osváth Tibor (Kolozsvár, 1929. április 2.–) botanikus
- Oszóczki Kálmán (Mezőterem, 1931. december 5.), történész, szakíró

## Ö, Ő
- Ősz János (Magyarkirályfalva, 1863. december 26. – Marosvásárhely, 1941. február 7.), népmesegyűjtő
- Ősz Sándor Előd (Gyergyószentmiklós, 1982. május 31.) az Erdélyi Református Egyházkerület levéltárosa, szakíró, lelkész

## P
- Paál Árpád (Brassó, 1880. október 16. – Nagyvárad, 1944. szeptember 14.), szerkesztő, közíró
- Pakocs Károly (Nagykároly, 1892. november 17. – Bukarest, 1966. október 23.), költő, elbeszélő
- Pál András (Tatrang, 1886. szeptember 25. – Brassó, 1971. december 21.), költő, novellista
- Pál-Antal Sándor (Csíkkarcfalva, 1939. szeptember 26.), történész, levéltáros, szakíró, az MTA külső tagja
- Pál Árpád (Hodgya, 1929. június 25. – 2006. július 21.), matematikus, csillagász, egyetemi tanár
- Pálfalvi Attila, (Kolozsvár, 1930. április 22.), műszaki író, tankönyv író, szótár író, egyetemi tanár, a kolozsvári Műegyetem volt rektora
- Pálfalvi Pál (Tekerőpatak, 1947. március 4.), botanikus, szakíró
- Pálffy Endre (Maroshévíz, 1908. március 12. – Budapest, 1975. november 16.), irodalomtörténész
- Palkó Attila (Magyaró, 1922. október 9. – Kolozsvár, 2012. augusztus 8.), régész, történész, néprajzi író
- Páll Árpád (Torda, 1927. február 10. – Kolozsvár, 1997. március 10.), író, színikritikus
- Páll Lajos (Korond, 1938. április 2. – Székelyudvarhely, 2012. november 9.), költő, festőművész
- Palocsay Rudolf (Kolozsvár, 1900. március 22. – Kolozsvár, 1978. május 27.), kertészeti szakíró, biológus
- Palocsay Zsigmond (Tordaszentlászló, 1935. november 2. – Kolozsvár, 1994. április 21.), költő
- Palotás Dezső (Kolozsvár, 1951. március 11. – Budapest, 1999. március 7.) költő, író, grafikus
- Palotay Gertrúd (Budapest, 1901. – Budapest, 1951.), néprajzkutató
- Panek Kati (1957. szeptember 4.), színésznő, a kolozsvári Állami Magyar Színház tagja
- Panek Zoltán (Terep, 1928. január 22. – Budapest, 2001. július 1.), prózaíró, költő
- Pap Domokos (Kolozsvár, 1894. május 2. – Balatonszepezd, 1970.), festőművész, grafikus
- P. Papp Asztrik (Kisgörgény, 1916. április 27. – Brassó, 1985. július 12.), ferencesrendi szerzetes, költő
- Papp Gábor (Kolozsvár, 1872. szeptember 19. – Szeged, 1931. február 9.), festőművész
- Papp Imre (Bilak, 1907. június 16. – Kolozsvár, 1987. március 13.), nyelvész, tankönyvíró, a Bolyai Tudományegyetem tanára
- Papp-Kincses Emese (Marosvásárhely, 1943. május 5. – 2014. július 20.), irodalomtörténész, publicista
- Papp Lajos (Kiskunhalas, 1886. január 9. – Kolozsvár, 1963. május 22.), grafikus, festő
- Papp Sándor Zsigmond (Radóc, 1972. május 22.) író, költő, a kolozsvári Krónika napilap belső munkatársa, rovatvezetője
- Papp Viktor (Szilágysomlyó, 1881. április 13. – Budapest, 1954. május 10.), zeneíró, zenekritikus, szerkesztő, szakíró
- Parászka Miklós (Fogaras, 1953. január 26.), színházi szakíró, rendező
- Páskándi Géza (Szatmárhegy, 1933. május 18. – Budapest. 1995. május 19.) író, költő, drámaíró
- Pásztor János (1929–1981), színművész
- Pataki József (Kászonjakabfalva, 1908. december 26. – Kolozsvár, 1993. szeptember 17.), történetíró
- Pataky Etelka (Dicsőszentmárton, 1898. május 28. – Marosvásárhely, 1984. április 11.), festőművész, akvarellista
- Pataky Sándor (Arad, 1880. július 26. – Arad, 1969. március 22.), festőművész
- Páter Béla (Eperjes, 1860. szeptember 4. – Kolozsvár, 1938. június 21.), botanikus
- Patrubány Miklós (Medgyes, 1952. december 23.), író, politikus
- Paulovics László (Szatmárnémeti, 1937. augusztus 15.), grafikus, festő
- Pávai István (Székelyudvarhely, 1951. december 10.), népzenekutató, egyetemi tanár
- Pázmány Dénes (Kolozsvár, 1931. augusztus 15. – Kolozsvár, 1997. április 5.), biológus
- Petrovits István (Kökös, 1945. május 20.) képzőművész
- Péntek János (Körösfő, 1941. július 7. –) nyelvész, egyetemi tanár, a Kolozsvári Akadémiai Bizottság elnöke
- Péter Mihály Heinrich (Sóvárad, 1929. május 11.) mikrobiológus, a marosvásárhelyi OGYI professzora, az MTA külső tagja
- Péterfi Leontin István (Kolozsvár, 1937. február 3.), botanikus, tudományos főkutató
- Péterfy Emília (Homoródalmás, 1915. november 15.), író, tankönyvszerző
- Petkes József (Tasnád, 1928. február 4.), néprajzkutató, festőművész
- Pillich László (Kolozsvár, 1951. augusztus 21.), közgazdász, szociográfus, lapszerkesztő, politikus, író, a kolozsvári Heltai Gáspár Alapítvány alapító elnöke
- P. Jánossy Béla (Erdőszentgyörgy, 1883. október 20. – Kolozsvár, 1945. április 23.), próza- és drámaíró, költő
- Plugor Sándor (Kökös, 1940. március 4. – Sepsiszentgyörgy, 1999. február 20.) grafikus, festő
- Pogatschnigg Guido (Szászváros, 1867. július 19. – Temesvár, 1937. március 7.), zeneszerző
- Pongrácz Antónia (Bukarest, 1935. június 1. – Kolozsvár, 1995. augusztus 25.) iparművész, grafikus
- Pongrácz P. Mária (Székelyudvarhely, 1941. december 25.), prózaíró, újságíró, szerkesztő, műfordító
- Poór Lili (Mariancs, 1886. április 15. – Kolozsvár, 1962. november 26.), színésznő, a kolozsvári színház örökös tagja
- Pozsony Ferenc (Zabola, 1955. április 16.), néprajzkutató, egyetemi tanár, a Magyar Tudományos Akadémia külső tagja
- Puskás Lajos (Gyergyóalfalu, 1901. május 22. – Kolozsvár, 1982. április 10.) tanár, író, műfordító
- Puskás Sándor (Kolozsvár, 1928. június 18.) szobrászművész
- Pusztai Béla (1862–1984), színművész
- Pusztai János (Szatmárnémeti, 1934. június 19. – Budapest, 2014. augusztus 29.), prózaíró

## R
- Rácz Gábor (Arad, 1928. június 15. – Pécs, 2013. június 17.), gyógyszerész, növény kutató, szakíró, akadémikus, professor emeritus
- Rácz Győző (Dés, 1935. január 4. – Kolozsvár, 1989. október 27.), filozófus, esszéíró, irodalomkritikus, szerkesztő, egyetemi tanár
- Rácz Miklós (Nagybánya, 1877. április 8. – Nagybánya, 1948. március 31.), történész
- Radó Ferenc (Temesvár, 1921. május 21. – Kolozsvár, 1990. november 27.) matematikus, egyetemi tanár
- Ráduly János (Korond, 1937. október 27.), néprajzkutató, költő, műfordító
- Rajk László (Székelyudvarhely, 1909. március 8. – Budapest, 1949. október 15.), 1946–1949 között Magyarország belügy-, majd külügyminisztere
- Rajka László (1894–1938), irodalomtörténész
- Rass Károly (Aranyosgyéres, 1872. április 12. – Kolozsvár, 1962. május 28.),irodalomtörténész, író
- Ravasz László (Bánffyhunyad, 1882. szeptember 29. – Budapest, 1975. augusztus 6.), református egyházi író, Duna melléki református püspök
- Récsei Ede (Zsámbék, 1868. március 15. – Kolozsvár, 1927. május 26.), ifjúsági író
- Reiter Róbert (Temesvár, 1899. június 6. – Temesvár, 1989. december 17.), költő, műfordító
- Reményik Sándor (Kolozsvár, 1890. augusztus 30. – Kolozsvár, 1941. október 24.) költő
- Réthy Andor (Temesvár, 1904. március 10. – Kolozsvár, 1972. október 29.) bibliográfus, irodalomtörténész
- Réthy Károly, (Margitta, 1935. október 23. –), geológus
- Révai Károly (Abrudbánya, 1856. október 2. – Nagybánya, 1923. április 16.), író, költő, műfordító
- Révay György (Illyefalva, 1878. április 28. – ?), operettszerző
- Révész Endre, (Marosvásárhely, 1912. október 27. – ?), szobrász
- Ritoók János, anyakönyvi nevén Johann Günther Miess (Brassó, 1935. június 22. – Kolozsvár, 1981. május 21.). költő, műfordító, irodalomtörténész, szerkesztő
- Róbert Endre (Gyulafehérvár, 1917. szeptember 22. – Kolozsvár, 1990. augusztus 30.), botanikus
- Rohonyi Zoltán (Kolozsvár, 1943. május 31.) irodalomtörténész, tanulmányíró, esszéista
- Rohonyi Vilmos (Budapest, 1906. július 3. – Kolozsvár, 1989. július 14.) gépészmérnök, műszaki szakíró
- Rónai Antal (Szeged, 1906. július 22. – Kolozsvár, 1996. február 9.), operakarmester
- Roska Márton (Magyarköblös, 1880. június 15. – Budapest, 1961. július 16.) régész
- Rostás Zoltán (Székelyudvarhely, 1946. december 28.), szociológus
- Rózsa Ágnes (Nagyvárad, 1910. december 17. – Kolozsvár, 1984. július 30.) műfordító, naplóíró
- Ruha István (Nagykároly, 1931. augusztus 17. – Kolozsvár, 2004. szeptember 28.) hegedűművész, kamarazenész
- Ruffy Péter (Nagyvárad, 1914. július 28. – Budapest, 1993. december 28.), író, újságíró
- Rusz Lívia (Kolozsvár, 1930. szeptember 28.), grafikus, festő
- Ruzitska Béla (Kolozsvár, 1867. augusztus 24. – Kolozsvár, 1942. augusztus 2.) vegyész, egyetemi tanár

## S
- Salamon Ernő (Gyergyószentmiklós, 1912. május 15. – Mihajlovka–Sztari, Ukrajna, 1943. február 27.), költő
- Salamon László, (Nagyvárad, 1891. július 11. – Kolozsvár, 1983. október 29.), költő, lapszerkesztő, közíró, kritikus
- Salat Lehel (Csíkszereda, 1959. július 26.), színész, a kolozsvári Állami Magyar Színház tagja
- Sánta Ferenc (Brassó, 1927. szeptember 4. – Budapest, 2008. június 6.) Kossuth-díjas író
- Sántha Attila (Kézdivásárhely, 1968. március 5), költő
- Sárkány-Kiss Endre (Kispulyon, 1942. szeptember 7.), hidrobiológus, biológiai szakíró, muzeológus, egyetemi oktató
- Scheffler János (Kálmánd, 1887. október 29. – Jilava, 1952. december 6.) szatmári római katolikus megyés püspök, vértanú
- Sebők Klára (Szentegyházasfalu, 1941. augusztus 15.) színésznő, filmszínésznő
- Selmeczi György (Kolozsvár, 1952. március 8.) karmester, zeneszerző
- Selymes Tibor (Balánbánya, 1970. május 14. –) válogatott labdarúgó, edző
- Senkálszky Endre (Kolozsvár, 1914. október 2. – 2014. január 5.) színész, rendező, pedagógus, színházigazgató, a kolozsvári magyar színház örökös tagja
- Seprődi Kiss Attila (Sepsiszentgyörgy, 1941. február 17.) rendező
- Sigmond Júlia (Torda, 1929. július 11.) bábszínésznő
- Silai Ilona (1941. október 14., Kolozsvár), olimpiai ezüstérmes középtávfutó
- Sipos Domokos (Dicsőszentmárton, 1892. augusztus 4. – Dicsőszentmárton, 1927. december 22.) erdélyi magyar költő, író
- Sipos Géza (Rimaszombat, 1905. november 8. – Székelyudvarhely, 1993. április 16.) református lelkész és egyházi író
- Sipos Gyula (Márkosfalva, 1872. szeptember 20. – Budapest, 1959. október 9.), magyar királyi ezredes, a Magyar Királyi székesfehérvári 17. honvéd gyalogezred parancsnoka (1915–1918), majd 1946-tól altábornagy
- Sipos László (tanító) (Kézdimárkosfalva, 1860. november 7. – Versec, 1886. július 30.) tanító, tiszthelyettes, Herczeg Ferenccel párbajozott Versecen. A párbajban halálos sebet kapott, a helyszínen elvérzett
- Sógor Csaba (Arad, 1964. december 5. –) református lelkész, EU parlamenti képviselő
- Somodi István (Kolozsvár, 1885. augusztus 22. – Kolozsvár, 1963. június 8.) olimpiai ezüstérmes magasugró, sportújságíró, városi ügyész
- Somlyai Miliczer László, (Szilágysomlyó, 1919. február 18. – Drezda, 1975. április 26.), író, újságíró
- Stief Magda (Kolozsvár, 1943. augusztus 18.), színművész, Kolozsvári Állami Magyar Színház örökös tagja, a Kammerspiele Landshut Színház színésze
- Sütő András (Pusztakamarás, 1927. június 27. – Budapest, 2006. szeptember 30.) Kossuth-díjas író

## Sz
- Szabédi László (Sáromberke, 1907. május 7. – Kolozsvár, 1957. április 19.) költő, újságíró, műfordító, nyelvész, egyetemi tanár
- Szabó Gabriella (Beszterce, 1975. november 14.) olimpiai bajnok és sokszoros világbajnok futó
- Szabó György (Dicsőszentmárton, 1920. április 19. – Kolozsvár, 2011. május 10.) irodalomtörténész, klasszika-filológus, műfordító
- Szabó György  táncoskomikus
- Szabó Gyula (Homoródalmás, 1930. szeptember 11. – Kolozsvár, 2004. december 21.) író
- Szabó Katalin (Zágon, 1966. január 22.) többszörös olimpiai bajnok tornász
- Szabó M. Attila (Szilágysomlyó, 1938. november 15.) történész, helységnévkutató, szótárszerkesztő
- Szabó T(örpényi) Attila (Fehéregyháza, 1906. január 12. – Kolozsvár, 1987. március 3.) nyelvész, történész, irodalomtörténész, néprajzkutató
- Szabó-Lázár Réka (Brassó, 1967. március 11.) vívó világbajnok
- Szádeczky-Kardoss Gyula (Pusztafalu, 1860. december 30. – Kolozsvár, 1935. november 8.) geológus, mineralógus, egyetemi tanár
- Szakáts Péter, (Alsószőlős, 1851. június 6. – Marosvásárhely, 1947. június 10.) jogász, állatorvos, politikus
- Szász András (Nagyvárad, 1951. április 15.) író, újságíró
- Szász János (Belgrád, 1927. – Bukarest, 2006. június 29.) író, költő, újságíró, műfordító
- Szász Jenő (Gyergyószentmiklós, 1969. február 8.) politikus
- Szedlacsek István (Szászrégen, 1952. október 1.) biotechnológus kutató
- Szegő György, (Kolozsvár, 1919. november 17. – Kolozsvár, 2007. szeptember 11.), vegyész, tanár, angol, orosz, francia, német műfordító
- Szegő Júlia (Beregszász, 1893. április 19. – Kolozsvár, 1987. november 7.) zenei író, népdalgyűjtő, Bartók-kutató
- Székely János (Torda, 1929. március 7. – Marosvásárhely, 1992. augusztus 23.) költő, író, drámaíró
- Székely Levente Csaba (Toldalag, 1955. május 21.) politikus, RMDSZ-es parlamenti képviselő
- Széles Anna (Nagyvárad, 1942. augusztus 24.), színművész
- Szemlér Ferenc (Székelyudvarhely, 1906. április 3. – Bukarest, 1978. január 9.) költő, író, műfordító, kritikus
- Szenkovits Ferenc (Marosvásárhely, 1959. június 7.), matematikus, csillagász, egyetemi oktató
- Szentgyörgyi István (Diósjenő, 1842. február 20. – Kolozsvár, 1931. október 19.) színész, rendező
- Szentmártoni Kálmán (Nyárádszentmárton, 1879. február 8. – Kolozsvár, 1968. június 11.) népmesegyűjtő, történész, tanár
- Szervátiusz Jenő (Kolozsvár, 1903. július 4. – Budapest, 1983. szeptember 15.) szobrász
- Szilágyi Domokos (Nagysomkút, 1938. július 2. – Kolozsvár, 1976. november 2.) költő, író, irodalomtörténész és műfordító
- Szilágyi Ferenc (Magyarkapus, 1925. október 31. – Kolozsvár, 2010. június 18.) operaénekes, tenor, a kolozsvári Magyar Opera örökös tagja
- Szilágyi István (Kolozsvár, 1938. október 10.) Kossuth-díjas erdélyi magyar író, a Magyar Művészeti Akadémia Irodalmi Tagozatának tagja
- Szolnay Sándor (Kolozsvár, 1893. november 4. – Kolozsvár, 1950. július 9.) festőművész
- Szombati Gille Ottó (Nagyvárad, 1930. január 29. – Nagyvárad, 2012. május 24.) nagyváradi színházi rendező, író
- Szőcs Géza (Marosvásárhely, 1953. augusztus 21.) költő, politikus
- Szőkefalvi Nagy Gyula (Erzsébetváros, 1887. április 11. – Szeged, 1953. október 14.) matematikus, a Magyar Tudományos Akadémia tagja

## T
- Tamási Áron (Farkaslaka, 1897. szeptember 20. – Budapest, 1966. május 26.) Kossuth-díjas író
- Tamás Gáspár Miklós (TGM) (Kolozsvár, 1948. november 28. –) filozófus, közíró
- Tanai Bella (Csíkszereda, 1930. március 15.) színésznő, 1950-ben a marosvásárhelyi Székely Színház tagja, 1977 után magyarországi színházak tagja
- Tánczos Vilmos (Csíkszentkirály, 1959. október 21.) néprajzkutató
- Taub János (Halmi, 1927. május 14. – 2010. február 4.) rendező
- Terényi Ede (Marosvásárhely, 1935. március 12.) zeneszerző, zenetudós, zeneszerzés professzora
- Timkó Edit (Nagyvárad, 1925 – Kolozsvár, 2008) operaénekes, a kolozsvári Magyar Opera tagja
- Tollas Júlia (Csombord, 1911. szeptember 5. – Kolozsvár, 1991. december 25.) erdélyi magyar grafikus, festőművész
- Tompa Gábor (Marosvásárhely, 1957. augusztus 8.) rendező, színigazgató
- Tompa László (Betfalva, 1883. december 14. – Székelyudvarhely, 1964. május 13.) költő, műfordító
- Tompa Miklós (Székelyudvarhely, 1910. december 28. – Marosvásárhely, 1996. július 5.) rendező
- Tonk Sándor (Kolozsvár, 1947. május 2. – 2003. augusztus 14.) történész
- Toró Tibor (Énlaka, 1931. július 16. – Temesvár, 2010. október 17.) fizikus, az MTA tagja
- Toró T. Tibor (Temesvár, 1957. szeptember 11.) fizikus, parlamenti képviselő, az Erdélyi Magyar Néppárt elnöke
- Tóth László (Szatmárnémeti, 1933. július 13. – 2009. december 24.), festő, díszlettervező
- Tóth László (Kézdivásárhely 1953. március 12.) újságíró, író
- Tóthpál Dániel (Türkös, 1907. december 11. – Budapest, 1936. június 10.) csángó költő
- Tőkés Anna (Marosvásárhely, 1903. március 1. – Budapest, 1966. december 25.) Kossuth-díjas színésznő, kiváló művész
- Tőkés László (Kolozsvár, 1952. április 1. –) református püspök, európai parlamenti képviselő
- Török Katalin (Kolozsvár, 1930. július 9.), színművész, 1955-1957 években a szatmárnémeti, majd 1957-1986 között a kolozsvári Állami Magyar Színház tagja
- Török Pál (Vadad, 1929. augusztus 22. – Lugano, 2005. december 3.) festőművész
- Török Zoltán (Marosvásárhely, 1893. november 23. – Kolozsvár, 1963. április 12.) geológus, földrajztudós, egyetemi professzor
- Tövissi József (Székelykakasd, 1927. június 13. – 2015. május 18.), geomorfológus, egyetemi tanár, földrajzi szakíró, az EKE volt elnöke
- Trefán Dávid P. Leonárd (Kézdiszentkereszt, 1875. december 15. – Kolozsvár, 1945. november 30.) ferencrendi szerzetes, római katolikus egyházi író, elbeszélő
- Treiber János (Debrecen, 1913. május 14. – Kolozsvár, 1975. november 7.) geológus, geológiai és földrajzi szakíró, egyetemi oktató
- Tulogdy János (Torda, 1891. október 12. – Kolozsvár, 1979. október 1.) földrajztudós, barlangkutató, egyetemi tanár

## U, Ú
- Újváry József (Nagyenyed, 1928. április 15. – Kolozsvár, 2006. március 20.) geológus, hidrológus, egyetemi tanár
- Uray Zoltán (Kolozsvár, 1931. szeptember 23.) biológus, sugárbiológus, radiológus, a biológia tudományok doktora, az MTA külső tagja

## V
- Vajda Lajos (Szentdemeter, 1926. december 27. – Kolozsvár, 1990. március 23.), történész
- Varga Vilmos (Hegyközkovácsi, 1936. december 9.) színész
- Váczy Kálmán (Abrudkerpenyes, 1913. március 20. – Kolozsvár, 1992. május 12.) jogász, botanikus, botanikai szakíró
- Váczy Leona, született Zachariás Lenke (Debrecen, 1913. szeptember 5. – Kolozsvár, 1995. július 20.) magyar bibliográfus, könyvtártudományi szakíró
- Vámszer Géza (Nagyszeben, 1896. augusztus 13. – Kolozsvár, 1976. szeptember 21.) néprajzkutató
- Vári Attila (Sáromberke, 1946. március 3.) író, költő
- Varga Béla (Torda 1886. október 23. – Kolozsvár, 1942. április 10.), filozófus, unitárius püspök
- Vásárhelyi János (Maroscsúcs, 1888. június 12. – Kolozsvár, 1960. december 11.), református püspök, író
- Vassy Erzsébet (Kisjenő, 1952. szeptember 28.) Nagyváradon élő és alkotó festő, grafikus
- Vastag Ferenc (Resicabánya, 1968. november 26.) háromszoros világbajnok ökölvívó
- Venczel József (Csíkszereda, 1913. november 4. – Kolozsvár, 1972. március 16.) társadalomkutató, egyetemi tanár, közíró
- Venczel Márton (Korond, 1958. április 17.), biológus
- Veress Dániel (Sepsiszentgyörgy, 1929. június 2. – Sepsiszentgyörgy, 2002. március 29.) író, drámaíró, irodalomtörténész
- Veress Gerzson (Sepsiszentgyörgy, 1956. január 5. – Sepsiszentgyörgy, 1998. május 20.) költő
- Veress Zoltán (Kolozsvár, 1936. február 25. – Stockholm, 2013. február 4.) költő, író, műfordító, szerkesztő
- Véső Ágoston (Nagybánya, 1931. július 31.) Munkácsy Mihály-díjas festőművész
- Vetró Artúr (Temesvár, 1919. augusztus 30. – Kolozsvár, 1992. február 25.) szobrász
- Visky András (Marosvásárhely, 1957. április 13.), író, dramaturg, egyetemi tanár, színházi teoretikus. A kolozsvári Állami Magyar Színház dramaturgja

## W
- Walter Frigyes (Marosludas, 1931. július 13. – Nagybánya, 1996. május 24.), grafikusművész és festő
- Wanek Ferenc (Nagydisznód, 1944. október 21.) geológus, egyetemi adjunktus, tudománytörténész
- Wass Albert (Válaszút, 1908. január 8. – Astor, Florida, 1998. február 17.) író, költő, egyetemi tanár

## X
- Xantus Áron (Kolozsvár, 1981. október 27.) filmrendező, operatőr
- Xantus Gábor (Kolozsvár, 1954. április 5.) filmrendező, forgatókönyvíró, rendező, operatőr
- id. Xántus János (Marosillye, 1888 – Kolozsvár, 1962. november 1.) földrajztudós, geológiai és földrajzi szakíró
- ifj. Xántus János (Kolozsvár, 1917. február 20. – Kolozsvár, 1982. november 27.) tudományos szakíró, földrajztanár

## Z
- Zágoni Elemér (Csíkkarcfalva, 1941. szeptember 24.) gyógyszerész, gyógyszerészeti szakíró, gyógyszer-szabadalmak tulajdonosa, az MTA külső köztesti tagja
- Zerkula János (Gyimesbükk, 1927. augusztus 27. – Gyimesközéplok, 2008. május 7.), prímás hegedűművész
- Ziffer Sándor (Eger, 1880. május 5. – Nagybánya, 1962. szeptember 8.), festő, érdemes művész
- Zilahy Lajos (Nagyszalonta, 1891. március 27. – Újvidék, 1974. december 1.) író
- Zörgő Éva (Kolozsvár, 1954. október 23.) gerelyvető, olimpikon, pszichológus

## Zs
- Zsakó János (1926. január 22. – 2001. augusztus 8.[3]) kémikus
- Zsemlyei János (Nagykároly, 1936. február 15.) nyelvész
- Zsigmond Győző (Torda, 1959. április 20.) néprajztudós
- Zsoldos Árpád (Kolozsvár, 1933. augusztus 21. – Sepsiszentgyörgy, 2001. december 17.) színész